# Gliwice

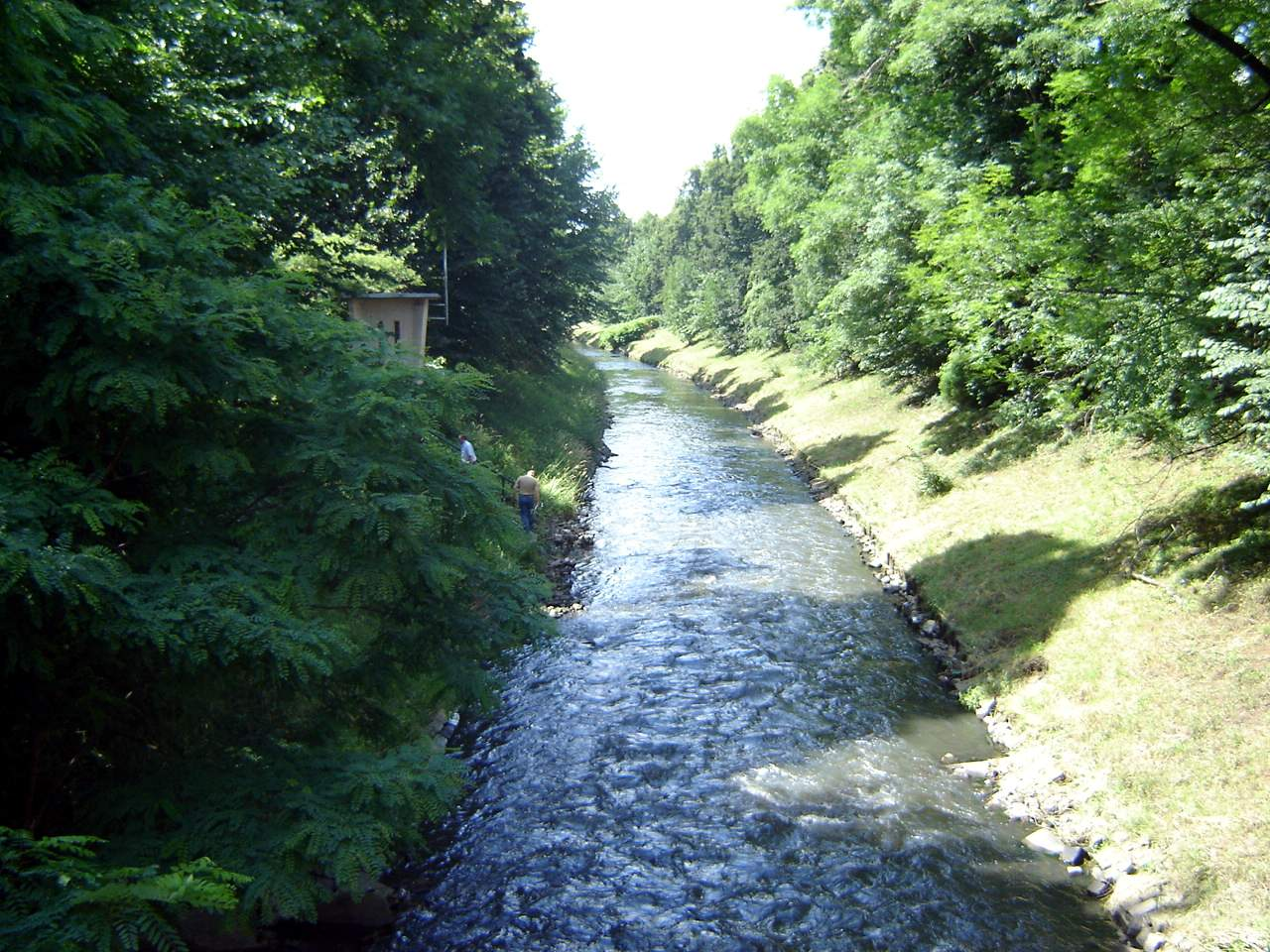
Rzeka Kłodnica w Gliwicach

Widok z wieży kościoła Wszystkich Świętych na starówkę

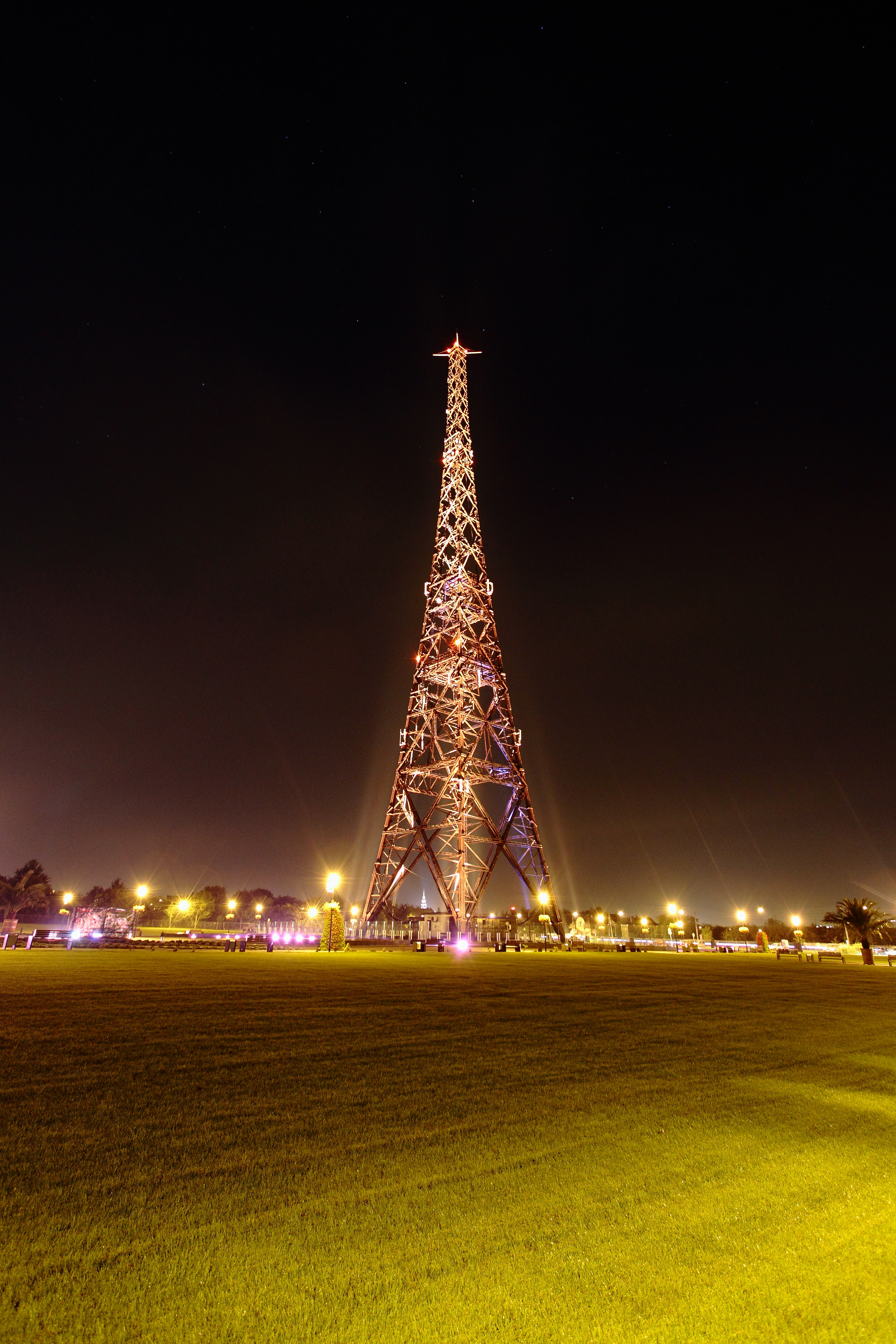
Maszt radiostacji gliwickiej

Gliwice (niem. Gleiwitz, śl. Glywice) – miasto na prawach powiatu w Polsce, na Górnym Śląsku, w województwie śląskim, położone na Wyżynie Śląskiej, nad rzeką Kłodnicą.
Siedziba władz powiatu gliwickiego.
Miasto przyłączono do Polski w 1945 roku. W latach 1945–1950 należało do województwa śląskiego, natomiast w latach 1950–1975 do tak zwanego dużego województwa katowickiego, a w latach 1975–1998 do tak zwanego małego województwa katowickiego.
W dniu 1 stycznia 2024 roku Gliwice zajmowały na liście największych miast Polski 19. miejsce, zarówno pod względem powierzchni, jak i liczby ludności. Natomiast w samym województwie śląskim plasują się na czwartej pozycji pod względem liczby mieszkańców, która w dniu 31 grudnia 2024 roku wynosiła 168 248 osób.

## Geografia

### Położenie
Miasto Gliwice jest położone w południowej Polsce, w zachodniej części województwa śląskiego i konurbacji górnośląskiej, na Wyżynie Katowickiej, nad rzeką Kłodnicą.
W latach 1945–1950 należało do województwa śląskiego, w latach 1950–1975 do tak zwanego dużego województwa katowickiego, a w latach 1975–1998 do tak zwanego małego województwa katowickiego
Gliwice sąsiadują z miastem Zabrze, Knurów i Pyskowice oraz powiatami gliwickim i tarnogórskim.

### Powierzchnia
1 stycznia 2024 roku powierzchnia miasta wynosiła 133,88 km².

### Demografia
- Wykres liczby ludności Gliwic na przestrzeni ostatnich 150 lat

Największą populację Gliwice odnotowały w 1988 roku – według danych GUS 223 403 mieszkańców. Począwszy od roku 1996 liczba mieszkańców stale spada.
- Piramida wieku mieszkańców Gliwic w 2014 roku[6]

### Pochodzenie
Pomimo że Gliwice znajdowały się na terenie Ziem Odzyskanych, powojenna ludność miasta składała się w ok. 40% z autochtonów, gdyż na tym terenie dominowała liczebnie ludność etnicznie polsko-śląska, która po 1945 roku została pozytywnie zweryfikowana narodowościowo i nie została wysiedlona. Było też ok. 25% Kresowiaków, jak również ok. 13% ludności polsko-śląskiej przybyłej do Gliwic z innych obszarów woj. katowickiego i z woj. opolskiego. Według prof. Leszka Kosińskiego struktura ludnościowa Gliwic w 1950 roku pod względem pochodzenia terytorialnego przedstawiała się następująco:
| Pochodzenie                 | Liczba mieszkańców | Procentowo |
| Autochtoni                  | 48 480             | 40,41%     |
| --------------------------- | ------------------ | ---------- |
| Obszary w granicach ZSRR    | 30 129             | 25,11%     |
| Woj. katowickie             | 14 140             | 11,79%     |
| Woj. krakowskie             | 5 730              | 4,78%      |
| Woj. warszawskie z Warszawą | 4 170              | 3,48%      |
| Woj. rzeszowskie            | 3 304              | 2,75%      |
| Zagranica oprócz ZSRR       | 2 785              | 2,32%      |
| Woj. kieleckie              | 2 768              | 2,31%      |
| Woj. poznańskie             | 1 259              | 1,05%      |
| Woj. łódzkie z Łodzią       | 1 233              | 1,03%      |
| Woj. lubelskie              | 1 102              | 0,92%      |
| Woj. opolskie               | 1 082              | 0,90%      |
| Woj. bydgoskie              | 789                | 0,66%      |
| Woj. białostockie           | 372                | 0,31%      |
| Woj. gdańskie               | 234                | 0,20%      |
| Woj. wrocławskie            | 127                | 0,11%      |
| Pozostali                   | 2 264              | 1,89%      |
| Ludność napływowa ogółem    | 71 488             | 59,59%     |
| Ludność ogółem              | 119 968            | 100%       |

## Podział administracyjny
Gliwice podzielone są na 21 dzielnic, będących jednostkami pomocniczymi gminy.
Dodatkowo w latach 2011–2015 istniało osiedle Żwirki i Wigury, które został najpierw wydzielone z osiedla Trynek, a następnie ponownie do niego włączone.

## Ochrona środowiska
Według raportu Światowej Organizacji Zdrowia w 2016 roku Gliwice zostały sklasyfikowane jako dwudzieste drugie najbardziej zanieczyszczone miasto Unii Europejskiej.
W Gliwicach znajduje się 8 pomników przyrody, między innymi eratyk Diabelski Kamień, oraz część obszaru rezerwatu przyrody „Las Dąbrowa” będącego ostoją rzadkiego dzięcioła białogrzbietego.

## Nazwa

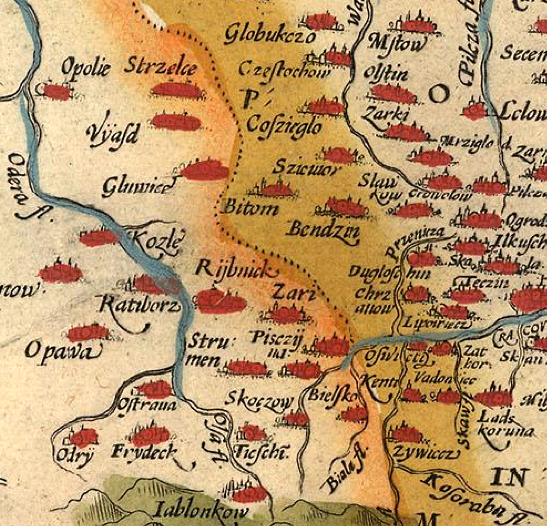
Gliwice jako Gluwice na mapie Wacława Grodzieckiego z 1592 roku.

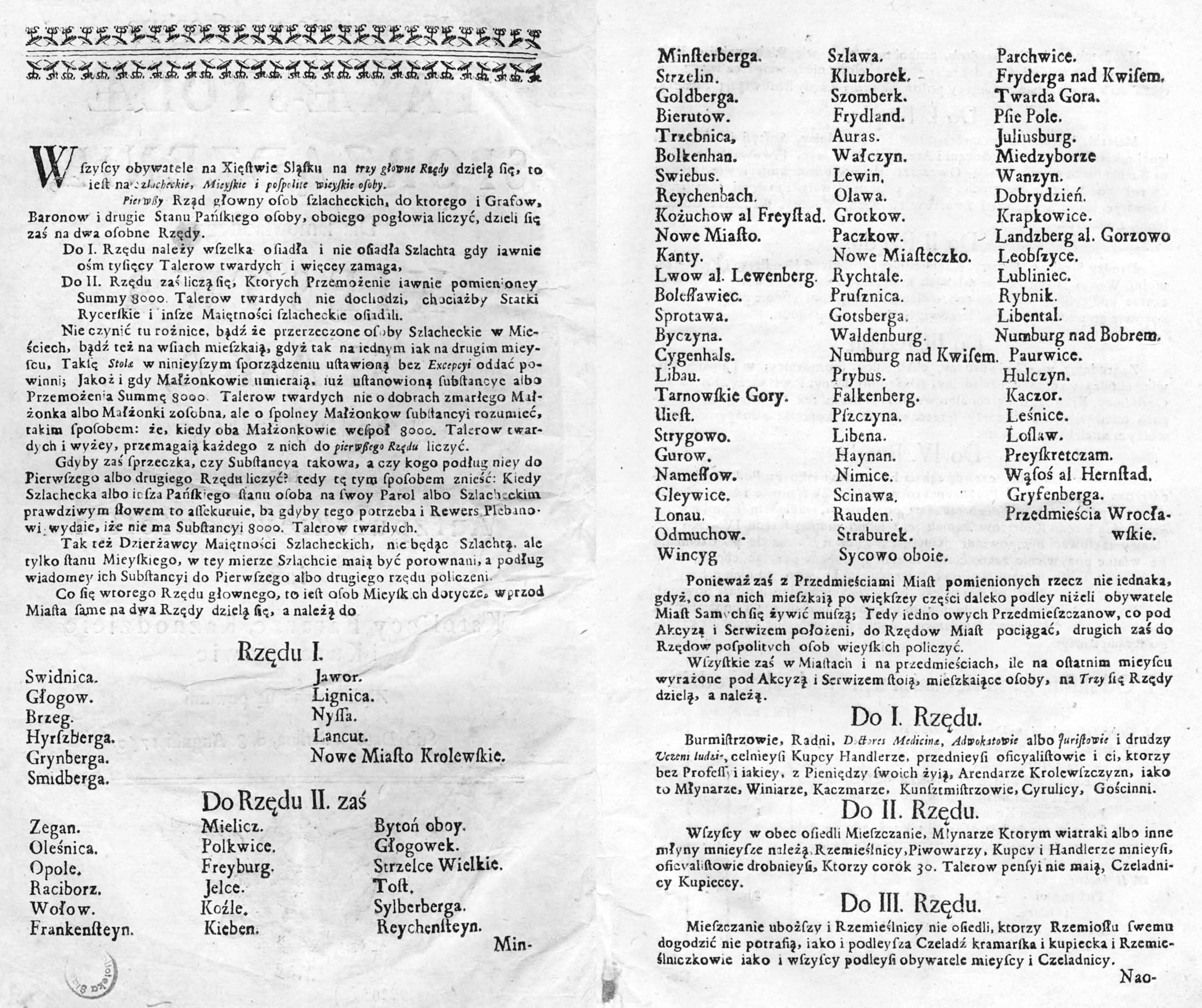
Nazwa Gleywice wśród innych nazw śląskich miejscowości w urzędowym pruskim dokumencie z 1750 roku wydanym w języku polskim w Berlinie

Dawniej historycy, głównie niemieccy, wiązali pochodzenie nazwy Gliwice/Gleiwitz (pisane dawniej też Glywice lub Glewitze; łac. Glivitium) od czeskiego pojęcia chlewa (oboczność g do h). Taką tezę postawił, między innymi, niemiecki autor pierwszej monografii miasta, Beno Nietsche. Stąd można stwierdzić, że XIII-wieczny endonim został powiązany z czeskim pochodzeniem.
Wywód od nazwy chlew (czes. chlév) nie przesądza jednak o czeskim pochodzeniu tej nazwy, ponieważ termin występuje również w języku polskim. Niemiecki nauczyciel Heinrich Adamy w swoim dziele poświęconym nazwom miejscowym na Śląsku wydanym w 1888 roku we Wrocławiu notuje trzy formy: polską, „Chlewiska”, oraz niemieckie „Gleywitz” i „Glubschiz”. Wywód nazwy od słowa chlew został zweryfikowany przez niemieckich oraz polskich językoznawców i zastąpiony dwiema innymi koncepcjami:
1. Gliw albo Gliwa – to imię osobowe, które występowało na terenie Śląska w średniowieczu. W tym przypadku Gliwice posiadają nazwę patronimiczną utworzoną od imienia właściciela ziemi lub jej dzierżawcy, względnie założyciela, zasadźcy Gliwic.
2. Gliw – w językach słowiańskich oznacza często teren gliniasty, obszar podmokły, wilgotny. W języku prasłowiańskim *gliva /*glivъ oznaczało coś oślizłego, śluzowatego, kleistego, a gliwieć oznaczało gnić, psuć się. W języku polskim używa się do chwili obecnej tego wyrazu na przykład do określenia zepsutego i przypominającego glinę – zgliwiałego sera[16]. W językach słoweńskim, serbsko-chorwackim termin glive / gljive oznacza grzyby, zaś gljivice – małe grzybki. Według tej wykładni nazwa Gliwic jest nazwą topograficzną, utworzoną od właściwości obszaru na którym założono miasto[17][18] w podmokłej, bagnistej dolinie szeroko meandrującej Kłodnicy.

Jedna i druga teza ma swoich zwolenników i przeciwników, choć językoznawcy raczej skłonni się przychylać się do drugiej, topograficznej wykładni. W wielu opracowaniach niemieckich można się jeszcze spotkać z tezą wcześniejszą, powielaną bezpośrednio od Beno Nietschego.
W księdze łacińskiej Liber fundationis episcopatus Vratislaviensis spisanej w latach 1295–1305 miejscowość wymieniona jest jako Glywitz. W kronice wymienione zostały również wsie, które w procesach urbanizacyjnych zostały wchłonięte przez miasto. Są to obecne dzielnice lub części miasta, na przykład Żerniki zapisane jako Syrdnik, Szobiszowice jako Novo Sobyssowitz, Ostropa jako Rostropitz, Łabędy jako Labant, Czechowice jako Cechowitz.
W 1475 roku w łacińskich statutach Statuta Synodalia Episcoporum Wratislaviensium miejscowość wymieniona jest w zlatynizowanej formie Gleiwice oraz Glywicze. W historii nazwa miasta notowana była różnorodnie Geibitz, Gleywicz, Hliwicz oraz Gleiwitium. W roku 1613 śląski regionalista i historyk Mikołaj Henel z Prudnika wymienił miejscowość w swoim dziele o geografii Śląska pod tytułem Silesiographia podając jej łacińską nazwę: Glywicium.
W pruskim urzędowym dokumencie z 1750 roku wydanym w języku polskim w Berlinie przez Fryderyka Wielkiego wymienione są Gleywice pośród innych śląskich miejscowości. W alfabetycznym spisie miejscowości na terenie prowincji śląskiej wydanym w 1830 roku we Wrocławiu przez Johanna Knie miejscowość występuje pod nazwą niemiecką Gleiwitz oraz obecnie używaną polską nazwą Gliwice. Nazwę miejscowości w formie Gliwice-Toszek w książce Krótki rys jeografii Szląska dla nauki początkowej wydanej w Głogówku w 1847 roku wymienił śląski pisarz Józef Lompa. Polską nazwę Gliwice oraz niemiecką Gleiwitz wymienia Słownik geograficzny Królestwa Polskiego wydany na przełomie XIX i XX wieku.

## Historia
Miasto zostało założone w trakcie kolonizacji na prawie niemieckim w XIII wieku. Najbardziej prawdopodobną datą powstania Gliwic jest rok 1254, gdy prawa miejskie otrzymał pobliski Bytom (najczęściej lokowano kilka miast jednocześnie). Pierwsza pisemna wzmianka pochodzi z roku 1276, nazwę Gliwic wymienia dokument lokacji na prawie czynszowym sąsiednich Sobieszowic, dzisiejszej dzielnicy miasta. Należało do piastowskiego księstwa opolskiego, z którego w 1281 roku została wydzielona ziemia bytomska. Cesarz Karol IV Luksemburski włączył ten obszar 7 kwietnia w 1348 roku wraz z większością Śląska do Świętego Cesarstwa Rzymskiego (Narodu Niemieckiego). W latach 1337–1342 i 1465–1482 istniało też samodzielne księstwo gliwickie. W połowie XIV wieku powstała budowla obronna nazywana obecnie Zamkiem Piastowskim.

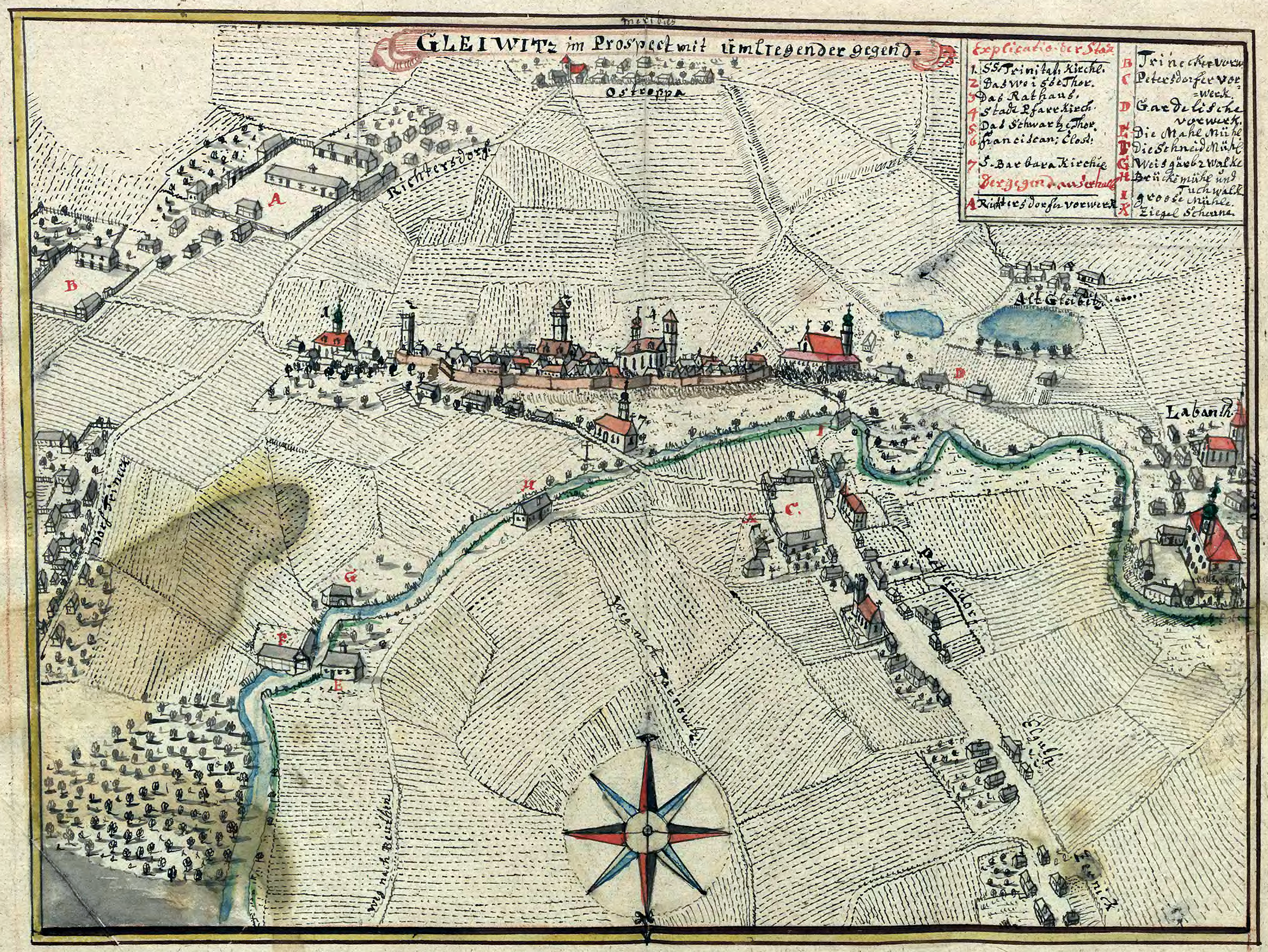
Gliwice według Friedricha Bernharda Wernera w XVIII wieku

Średniowieczne i wczesnonowożytne Gliwice były małym miastem dzielącym losy wschodniego Górnego Śląska. Osią zabudowy stała się droga wiodąca wzdłuż Kłodnicy. Na początku XV wieku Gliwice posiadały kompletne mury miejskie, a bramy miejskie: Biała (czyli Bytomska) i Czarna (czyli Raciborska) otwierały wyjścia na trakty wiodące w kierunkach tych miast. W 1430 roku zostały na niecały rok zdobyte przez wojska husyckie Zygmunta Korybutowicza. Korybutowicz, jeden z głównych przywódców ruchu husyckiego w Polsce, miał planować uczynienie Gliwic ośrodkiem nowego państwa słowiańskiego.
W 1475 roku Gliwice zostały przeniesione na prawo magdeburskie. Mieszkańcy zajmowali się rzemiosłem, handlem a także uprawą chmielu, z czego czerpali znaczne zyski. W obrębie miasta znajdowały się browar i gorzelnia. Wodę do miasta zapewniał własny wodociąg z rur drewnianych, doprowadzony z ujęć na terenie dzisiejszej Wójtowej Wsi.
Od 1526 roku były wraz z całym Śląskiem częścią Monarchii Habsburgów, a cesarz Ferdynand I wydzierżawił je w 1557 roku rodzinie Czetryców (niem. Zetritz). W czasie wojny trzydziestoletniej przeżyły kilka ataków. W 1623 roku zostały splądrowane przez lisowczyków, a trzy lata później obroniły się przed wojskami Ernsta von Mansfelda. Według tradycji przyczyniły się do tego zwłaszcza miejscowe kobiety, oblewając szturmujących mury napastników kubłami wrzątku. W 1645 roku miasto zdobyli Szwedzi pod wodzą Lennarta Torstenssona.
Po pierwszej wojnie śląskiej w 1742 roku Gliwice przypadły Królestwu Prus. Powstał powiat Toszek-Gliwice (Landkreis Tost-Gleiwitz), który po reformie administracyjnej w 1815 roku stał się częścią rejencji opolskiej (Regierungsbezirk Oppeln) w ramach prowincji Śląsk (Provinz Schlesien).

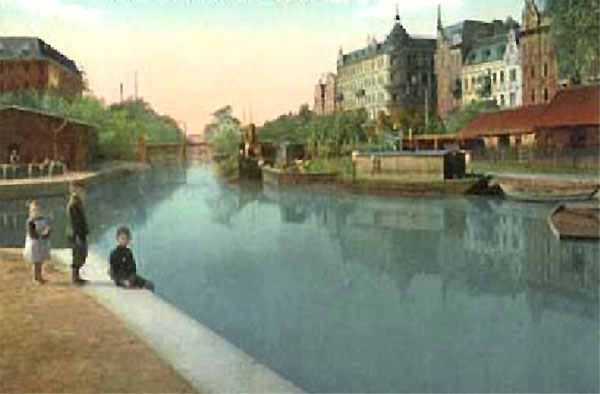
Stary port na Kanale Kłodnickim w XIX wieku

W 1796 roku z inicjatywy Friedricha Wilhelma von Redena, pioniera rewolucji przemysłowej na Górnym Śląsku, została założona Królewska Odlewnia Żeliwa (Königlich Preussische Eisengiesserei) posiadająca pierwszy wielki piec opalany koksem na kontynencie europejskim. W 1812 roku uruchomiono Kanał Kłodnicki łączący nowe zagłębie przemysłowe z Odrą. Gliwice stały się obok Bytomia i później też Katowic centrum konurbacji górnośląskiej, przeżywając w XIX wieku gwałtowny rozwój. W 1838 roku miasto liczyło 6415 mieszkańców, a w 1880 roku już około 18 tysięcy. W czwartym wydaniu Meyers Konversations-Lexikon z lat 1885–1890 czytamy: Gliwice są centralnym ośrodkiem ruchu komercyjnego w górnośląskim okręgu górniczym i hutniczym. Oprócz Królewskiej Odlewni Żeliwa, Huty Gliwice i wielkich zakładów maszynowych (800 robotników) posiadają znaczące odlewnie żeliwa, zakłady maszynowe i produkcji kotłów parowych, odlewnię stali, fabryki rur gazowych, wyrobów z żelaza i drutu, maszyn rolniczych, papieru, cementu, wielką fabrykę szamotu, hutę i szlifiernię szkła, stolarnię parową i inne. W drugiej dekadzie XX w. wybudowano w mieście dwie kopalnie węgla kamiennego: kopalnię „Gliwice” (1910-1912) i kopalnię „Sośnica” (1913-1916).
W parze z rozkwitem przemysłu szedł rozwój urbanistyczny. Reprezentacyjną osią nowego śródmieścia stała się Wilhelmstraße (obecnie Zwycięstwa), która w latach 80. XIX wieku połączyła Stare Miasto z dworcem kolejowym. Połączenie kolejowe Gliwice zyskały poprzez Kolej Górnośląską już w 1845 roku. W 1892 roku na ulicach miasta pojawiły się tramwaje.

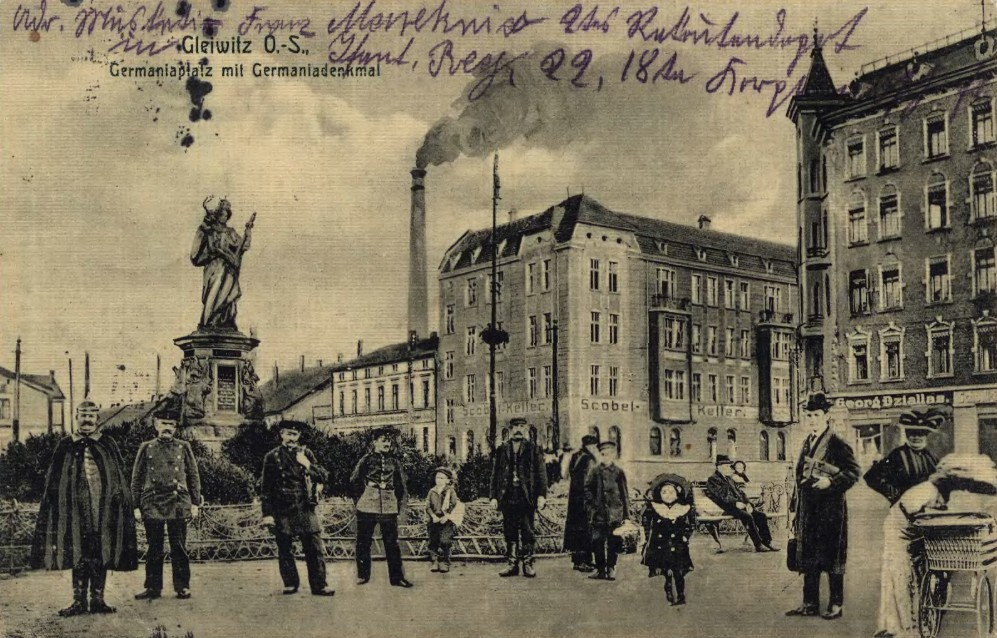
Germaniaplatz (Plac Piastów) w 1915

W 1887 roku do miasta przyłączono Trynek. W dniu 1 kwietnia 1897 roku Gliwice stały się samodzielnym powiatem miejskim. W roku 1910 liczyły 66 981 mieszkańców, z tego 73,9% niemieckojęzycznych, 14,7% mówiących po polsku albo etnolekcie śląskim i 11,1% dwujęzycznych. Przeważali katolicy w ilości 81,5%, ludności wyznania protestanckiego było 15,5%, w mieście żyło też 1786, czyli 2,7% żydów.

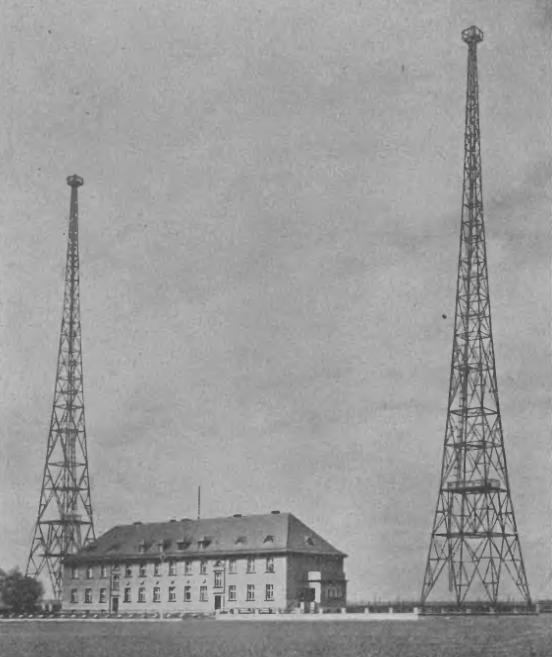
Radiostacja gliwicka przy dzisiejszej ulicy Radiowej w 1929

Po I wojnie światowej w plebiscycie górnośląskim 78,7% głosujących opowiedziało się za pozostaniem w granicach Niemiec. Stosunki polsko-niemieckie do czasu ostatecznych decyzji o przebiegu granicy były bardzo napięte. Ofiarą antypolskiego terroru padł między innymi polski lekarz Wincenty Styczyński, zamordowany przez niemieckiego bojówkarza w dniu 18 kwietnia 1922 roku.
Po podziale Górnego Śląska w 1922 roku miasto liczyło około 83 tysięcy mieszkańców. Na mocy decyzji Ligi Narodów Gliwice znalazły się w bezpośredniej bliskości nowej granicy państwowej – niedaleki Knurów już należał do Polski. W 1927 roku przyłączono do miasta Ligotę Zabrską, Sośnicę, Wójtową Wieś, Szobiszowice i Żerniki, a liczba ludności przekroczyła sto tysięcy. Istniały w okresie międzywojennym koncepty połączenia Gliwic, Zabrza i Bytomia w jeden ośrodek miejski (tak zwane Dreistädteeinheit Gleiwitz-Hindenburg-Beuthen albo Tripolis). W latach 1934–1939 wybudowano Kanał Gliwicki, który zastąpił przestarzały Kanał Kłodnicki. W 1936 roku dokończono gliwicki odcinek autostrady Rzeszy RAB 29 z Wrocławia do Bytomia, stanowiący obecnie północną obwodnicę Gliwic.
Do historii przeszedł niemiecki sfingowany atak na radiostację gliwicką z dnia 31 sierpnia 1939 roku – operacja false flag przeprowadzana przez SS, która miała posłużyć jako pretekst do ataku III Rzeszy na Polskę. W latach 1944–1945 funkcjonowały w Gliwicach cztery podobozy Auschwitz-Birkenau.

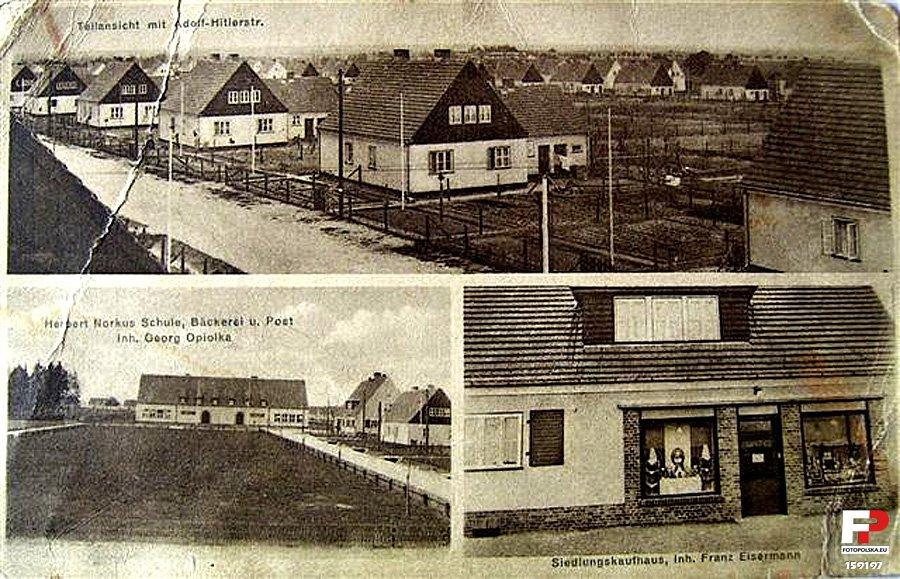
Brzezinka na widokówce z 1944 roku

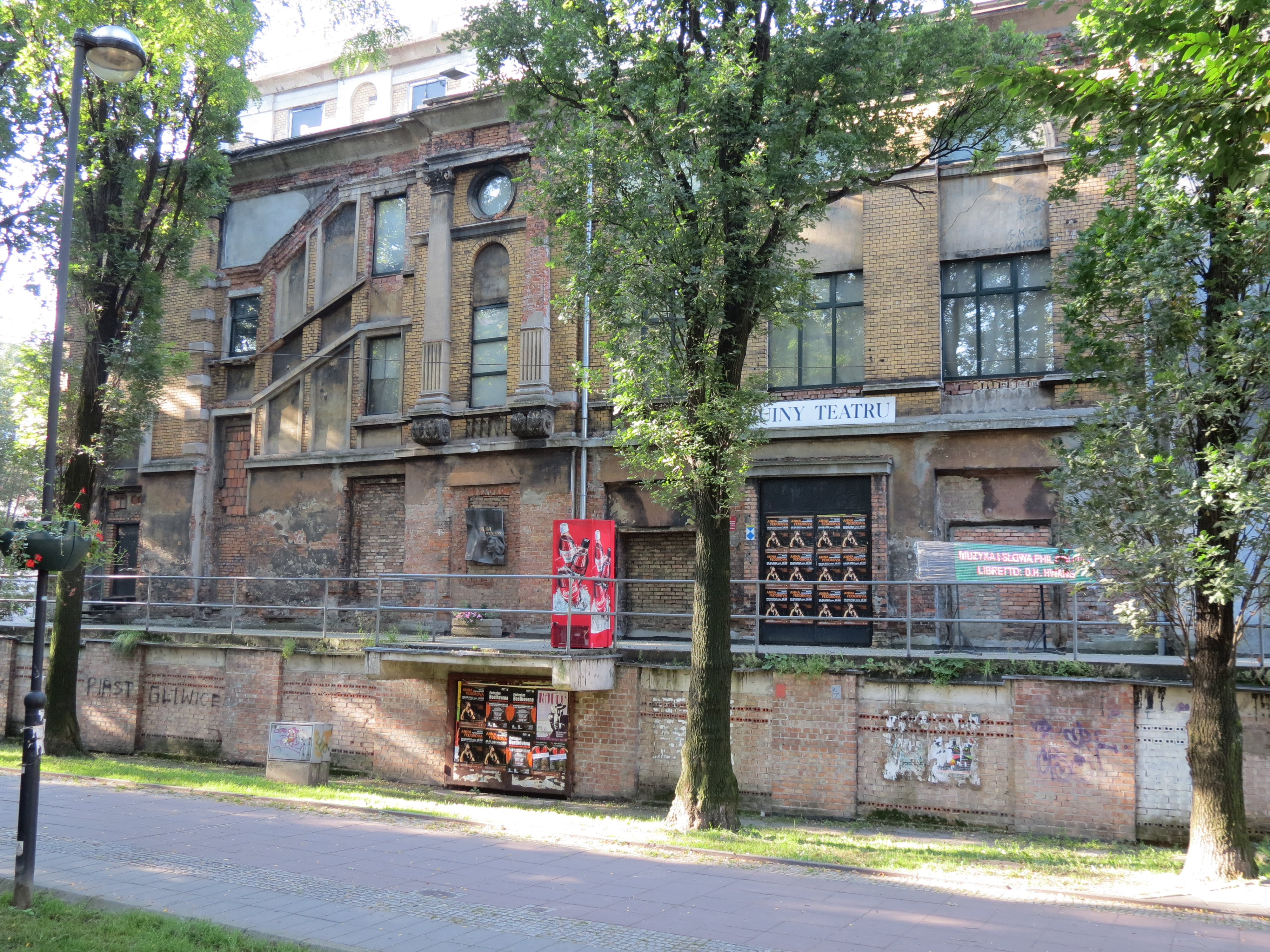
Ruina spalonego teatru Victoria (stan w 2012)

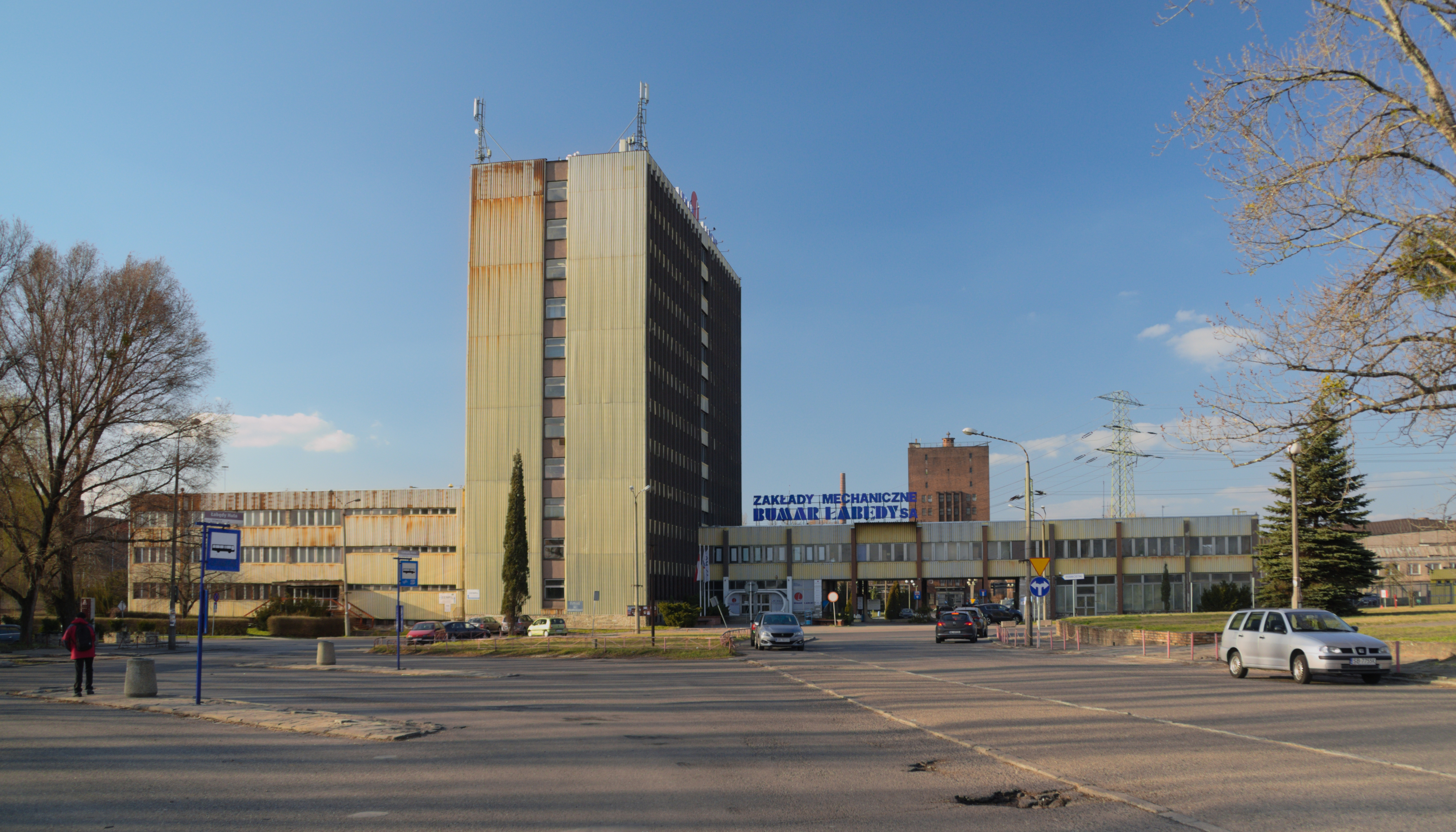
Bumar Łabędy

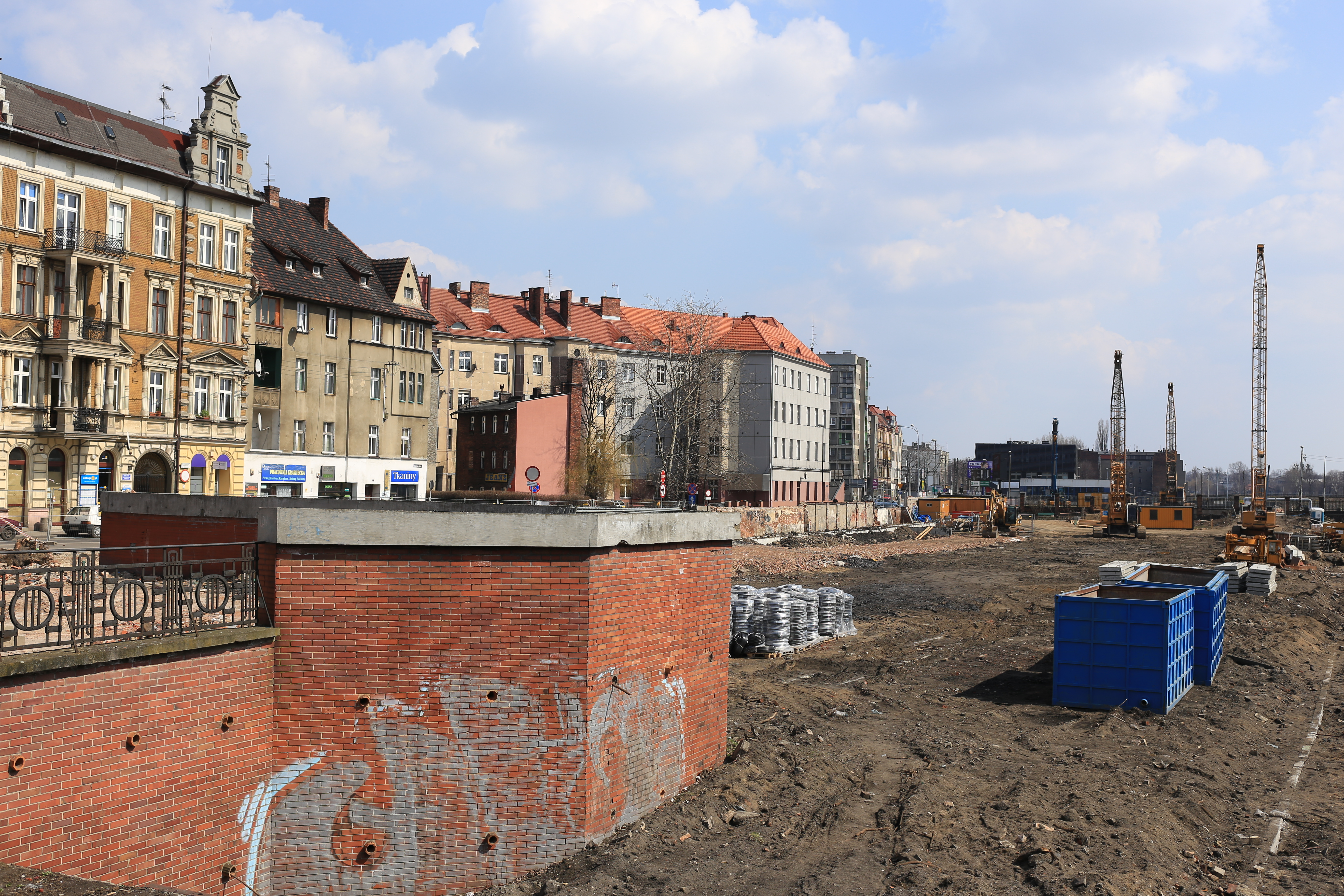
Budowa Drogowej Trasy Średnicowej w miejscu po dawnym porcie na Kanale Kłodnickim (2013)

W dniu 24 stycznia 1945 roku manewrem okrążającym Gliwice zajęła Armia Czerwona. Miasto nie ucierpiało w wyniku działań wojennych, ale po wkroczeniu Sowietów zostało splądrowane. Spłonęły między innymi ikoniczny gmach hotelu Haus Oberschlesien i teatr „Victoria”. W sumie uszkodzonych zostało 978 budynków, czyli 20% zabudowy (według innego źródła spaleniu uległo około 30% tkanki miejskiej). Żołnierze radzieccy tylko w pierwszym tygodniu zamordowali co najmniej 817 cywilów, niektóre szacunki mówią nawet o 1500 ofiarach. Bezprawie trwało aż do lata. Między innymi w tym czasie, w dniu 10 maja 1945 roku, zastrzelony został przez Rosjan pierwszy polski wiceprezydent Gliwic Tadeusz Gruszczyński, który przyłapał czerwonoarmistów na rabunku w jednym z mieszkań. W koszarach gliwickich znajdował się jeden z obozów przejściowych, przez które przechodzili Gornoślązacy deportowani do pracy przymusowej w ZSRR, kolejny znajdował się w dzisiejszej dzielnicy Łabędy.
Na podstawie ustaleń jałtańskich i poczdamskich Gliwice zostały po II wojnie światowej przyznane Polsce. W mieście osiadło wielu Polaków ekspatriowanych ze Lwowa i Kresów Południowo-Wschodnich. Stanowili oni 45% nowych mieszkańców. W Gliwicach osiadali także liczni polscy osadnicy z innych części Kresów Wschodnich oraz centralnej Polski i polscy reemigranci z Francji (reemigranci w dużej mierze w dzielnicy Wilcze Gardło). Na lwowskich kadrach naukowych została oparta Politechnika Śląska mieszcząca się od czerwca 1945 roku w Gliwicach, do tamtejszych tradycji nawiązał również klub sportowy Piast Gliwice. Ludność niemiecka częściowo już uciekła z Gliwic przed wkroczeniem Armii Czerwonej w 1945 roku, a pozostałych gliwickich Niemców wysiedlono od razu po wojnie. W 2002 roku narodowość polską zadeklarowało 89,5% mieszkańców, 2244 osoby, czyli 1,10% stanowili Niemcy, 2154 osób, czyli 1,05% określiło się jako Ślązacy, a 8,1% nie podało swojej narodowości. W 2011 roku ponad 93% mieszkańców Gliwic zadeklarowało się jako Polacy.
W drugiej połowie XX wieku Gliwice zachowały swoją pozycję jednego z głównych ośrodków konurbacji górnośląskiej. W 1951 roku przyłączono Stare Gliwice, w 1964 roku Łabędy i Czechowice, w 1975 roku Bojków (dawny Szywałd), Brzezinkę, Ostropę i Wilcze Gardło. Od lat 80. do początków XXI wieku liczba ludności Gliwic przekraczała dwieście tysięcy. Na bazie fabryki zbrojeniowej budowanej od 1938 roku powstały po wojnie Huta Łabędy i Zakłady Mechaniczne Łabędy, które dziś pod nazwą Bumar Łabędy są jednym z głównych polskich producentów techniki wojskowej. Po 1996 roku w południowo-wschodniej i północno-zachodniej części miasta stworzono rozległe podstrefy Katowickiej Specjalnej Strefy Ekonomicznej, w których znalazł swoje miejsce szereg zakładów przemysłowych z Opel Manufacturing Poland na czele. Zakłady Naprawcze Lokomotyw Elektrycznych przejął w 2008 roku holding Newag. W 2010 roku ukończono węzeł autostradowy Gliwice-Sośnica (wbrew nazwie znajduje się w Ligocie Zabrskiej) łączący autostrady A1 i A4 oraz drogę krajową 44, uważany za jedno z największych skrzyżowań tego typu w Europie. Fala krytyki towarzyszyła decyzjom o likwidacji komunikacji tramwajowej w 2009 roku i budowie odcinka Drogowej Trasy Średnicowej przecinającego śródmieście w latach 2012–2016. Zygmunt Frankiewicz był w latach 1993–2019 najdłużej urzędującym prezydentem miasta w dziejach demokratycznej Polski. W dniu 3 grudnia 2022 roku, po trwającej 27 miesięcy budowie, kosztem około 200 milionów złotych po północnej stronie dworca kolejowego oddano do użytku połączone z nim podziemnym tunelem gliwickie Centrum Przesiadkowe, w którym znajdują się przystanki autobusowe linii miejskich, lokalnych i dalekobieżnych.

## Zabytki

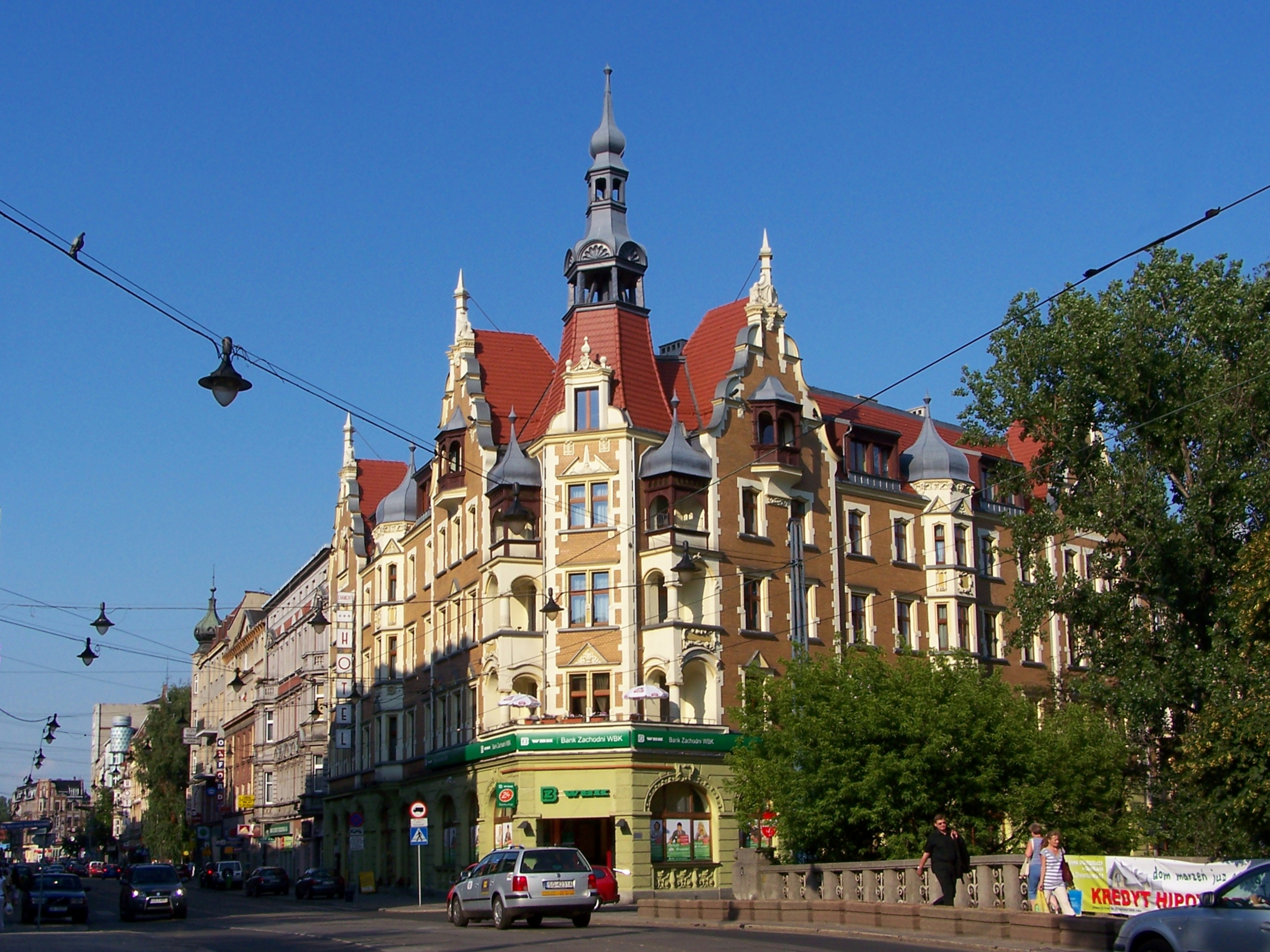
Zabytkowy Hotel Diament przy ulicy Zwycięstwa

## Architektura

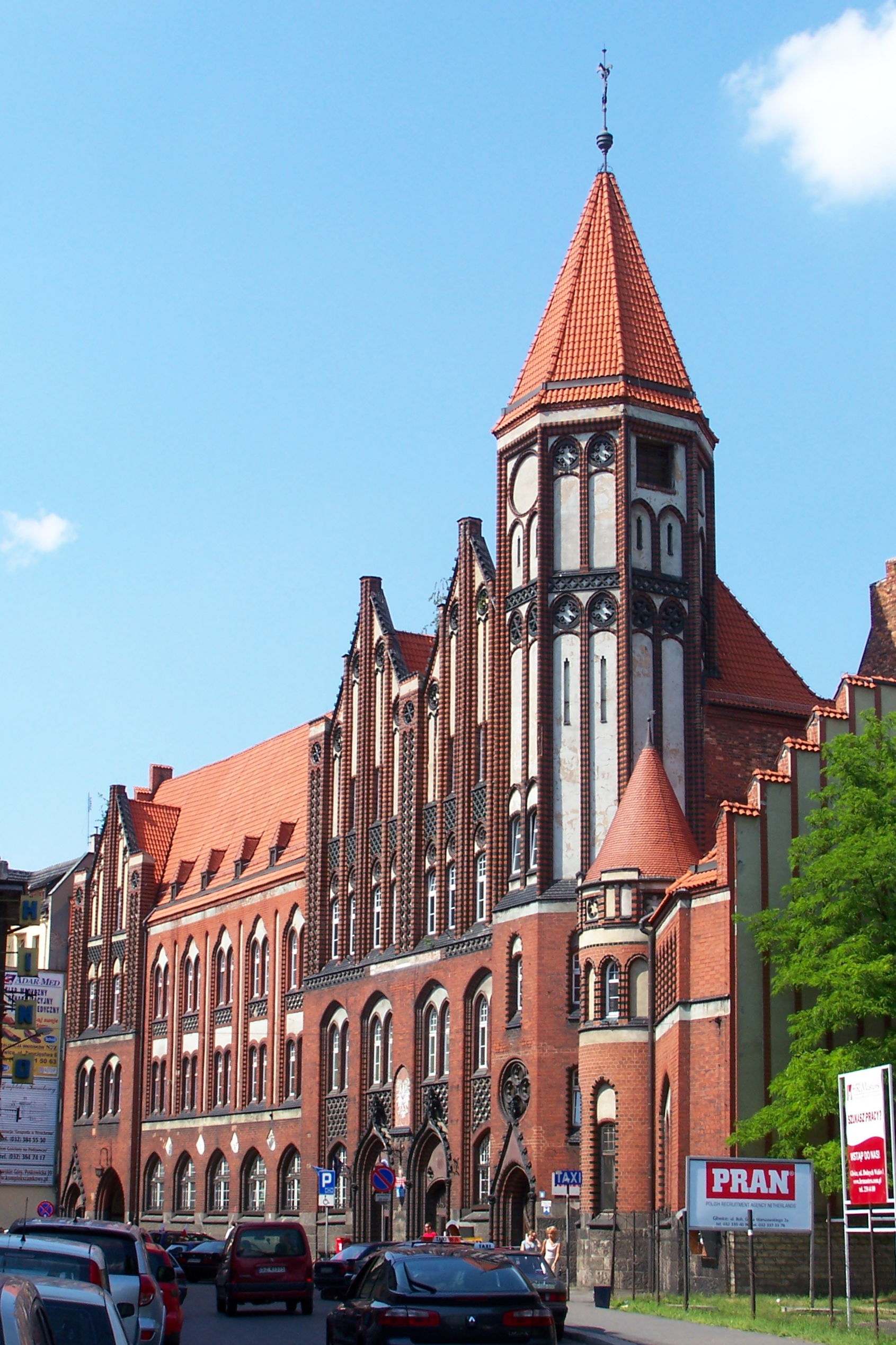
Dawna poczta główna

### Budynki
- Dom tekstylny Weichmanna
- Dom przedpogrzebowy na cmentarzu żydowskim
- Główna Poczta
- Ratusz
- Ruiny Teatru Miejskiego
- Willa Caro
- Zamek Piastowski
- Budynek dawnej zawodowej szkoły mechaniczno-hutniczej, obecnie Wydział Chemiczny Politechniki Śląskiej (tzw. Czerwona chemia)
- Budynek dawnej szkoły średniej dla chłopców i dziewcząt, obecnie Wydział Chemiczny Politechniki Śląskiej (tzw. Szara chemia)
- Hotel Diament

### Fontanny, pomniki, rzeźby

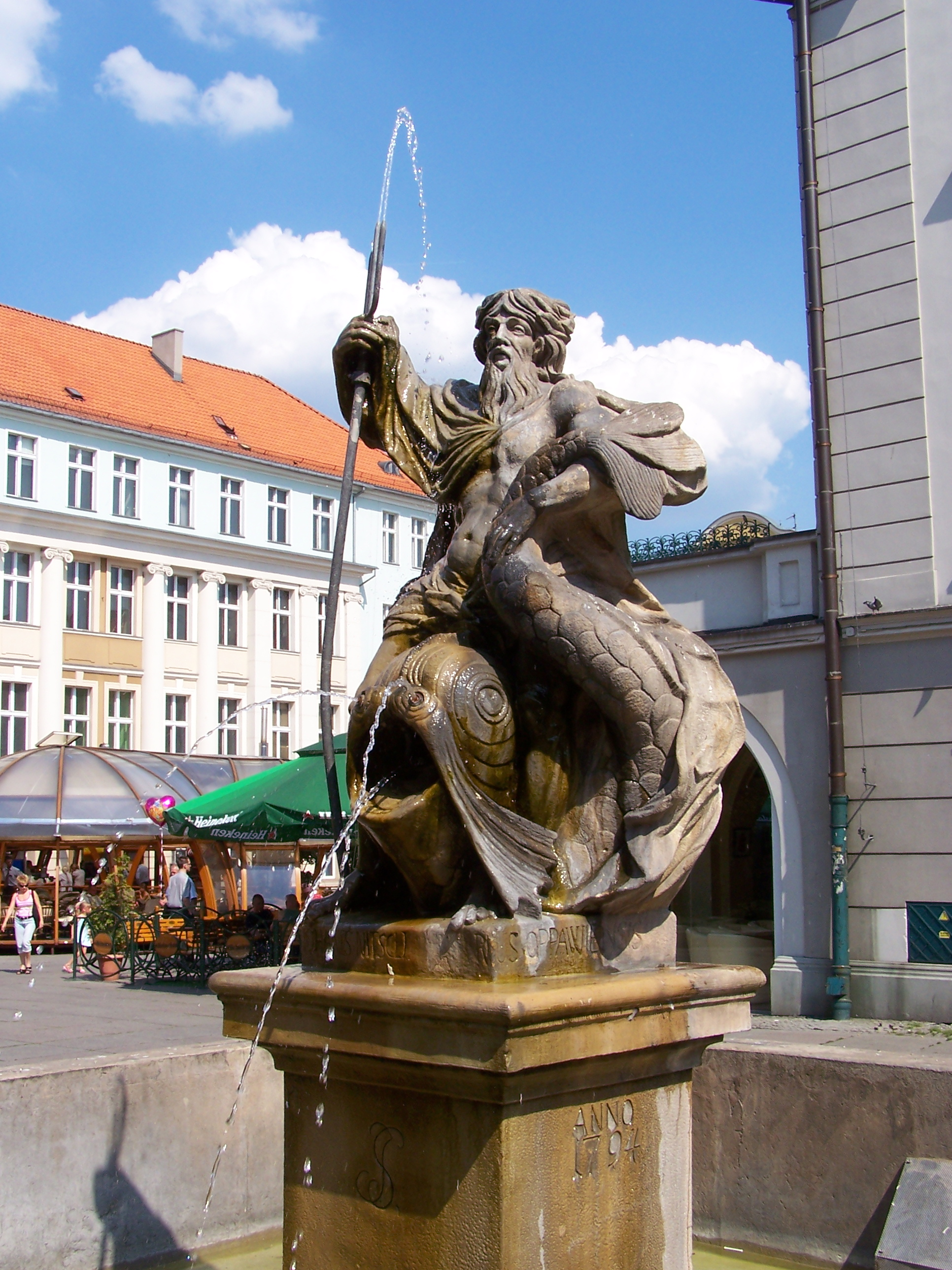
Fontanna z Neptunem

- Fontanna z Neptunem
- Fontanna z trzema faunami
- Rzeźba lew czuwający
- Rzeźby lwy leżące

### Miejsca

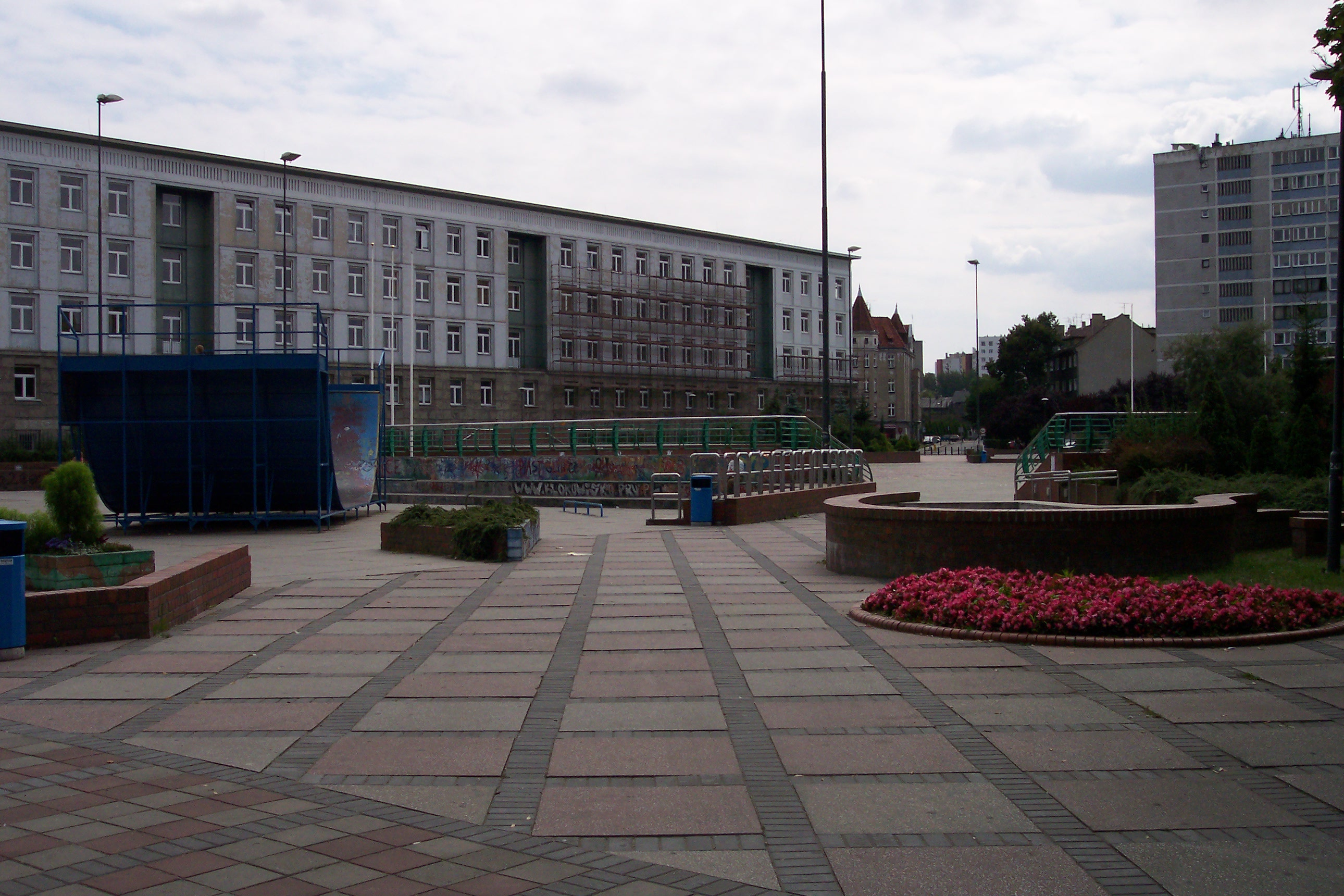
Plac Krakowski w dzielnicy Politechnika, po lewej budynek Wydziału Górnictwa i Geologii Politechniki Śl.

- Rynek
- Stare Miasto
- Plac Krakowski
- Plac Piastów

### Inne obiekty
- Miejskie mury obronne
- Radiostacja gliwicka
- Wieża ciśnień w Gliwicach (ul. Sobieskiego)

### Cmentarze

Dom przedpogrzebowy przy nowym cmentarzu żydowskim przy ul. Poniatowskiego

- Cmentarz Centralny – ul. Kozielska
- Cmentarz Lipowy – ul. Okrzei, dzielnica Zatorze
- Cmentarz Starokozielski – ul. Kozielska
- Cmentarz św. Wojciecha – ul. św. Wojciecha, dzielnica Szobiszowice
- Cmentarz komunalny – ul. św. Jacka, dzielnica Ligota Zabrska
- Cmentarz komunalny – ul. Wrzosowa, dzielnica Łabędy
- Cmentarz parafialny – ul. Pszczyńska, dzielnica Trynek
- Cmentarz parafialny – ul. Dolnej Wsi, dzielnica Wójtowa Wieś
- Cmentarz parafialny – ul. Cmentarna, dzielnica Sośnica
- Cmentarz parafialny – ul. Spacerowa, dzielnica Bojków
- Cmentarz wojenny żołnierzy Armii Czerwonej – ul. Sobieskiego
- Cmentarz wojenny żołnierzy francuskich – ul. Kozielska 29
- Cmentarze żydowskie:
  - Stary cmentarz żydowski w Gliwicach – ul. Na Piasku, dzielnica Śródmieście
  - Nowy cmentarz żydowski w Gliwicach – ul. Poniatowskiego, dzielnica Zatorze
- Cmentarz Hutniczy

## Muzea
- Muzeum w Gliwicach
- Muzeum Geologii Złóż
- Muzeum Odlewnictwa Artystycznego
- Muzeum Historii Radia i Sztuki Mediów Radiostacja Gliwice
- Muzeum Techniki Sanitarnej
- Willa Caro
- Zamek Piastowski

## Wspólnoty wyznaniowe

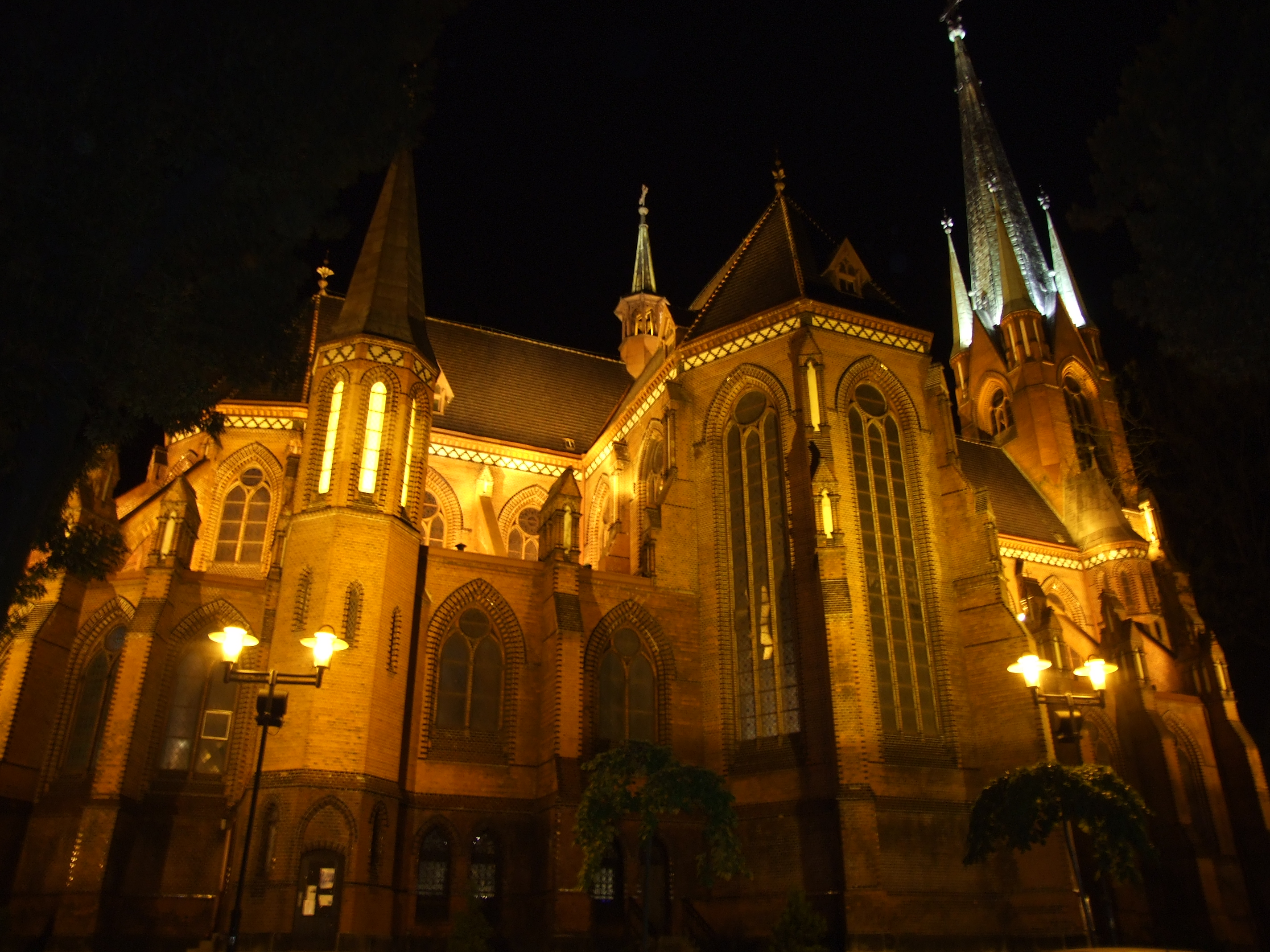
Katedra św. Apostołów Piotra i Pawła

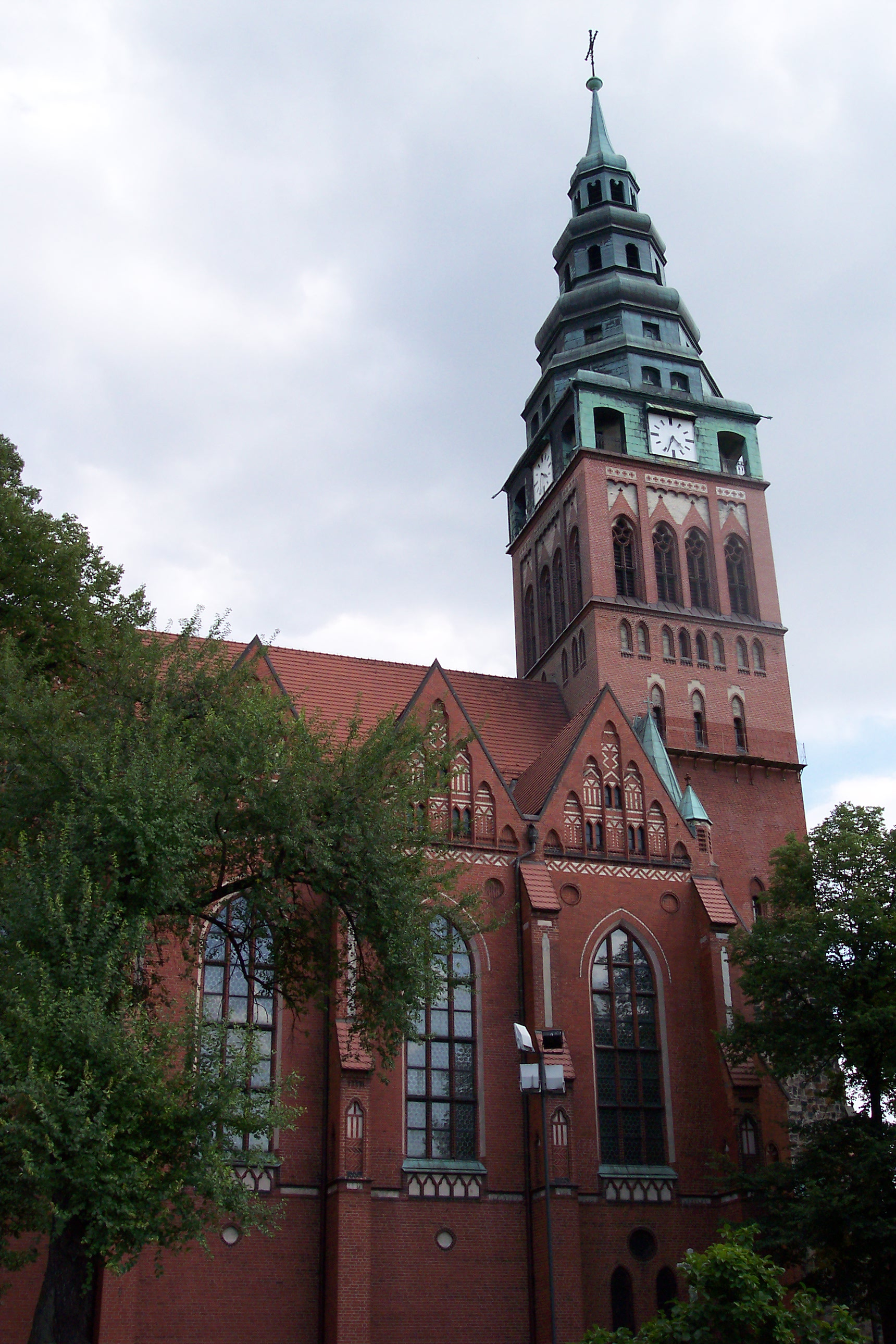
Kościół św. Bartłomieja

Kościół Podwyższenia Krzyża Świętego

Kościół Wszystkich Świętych

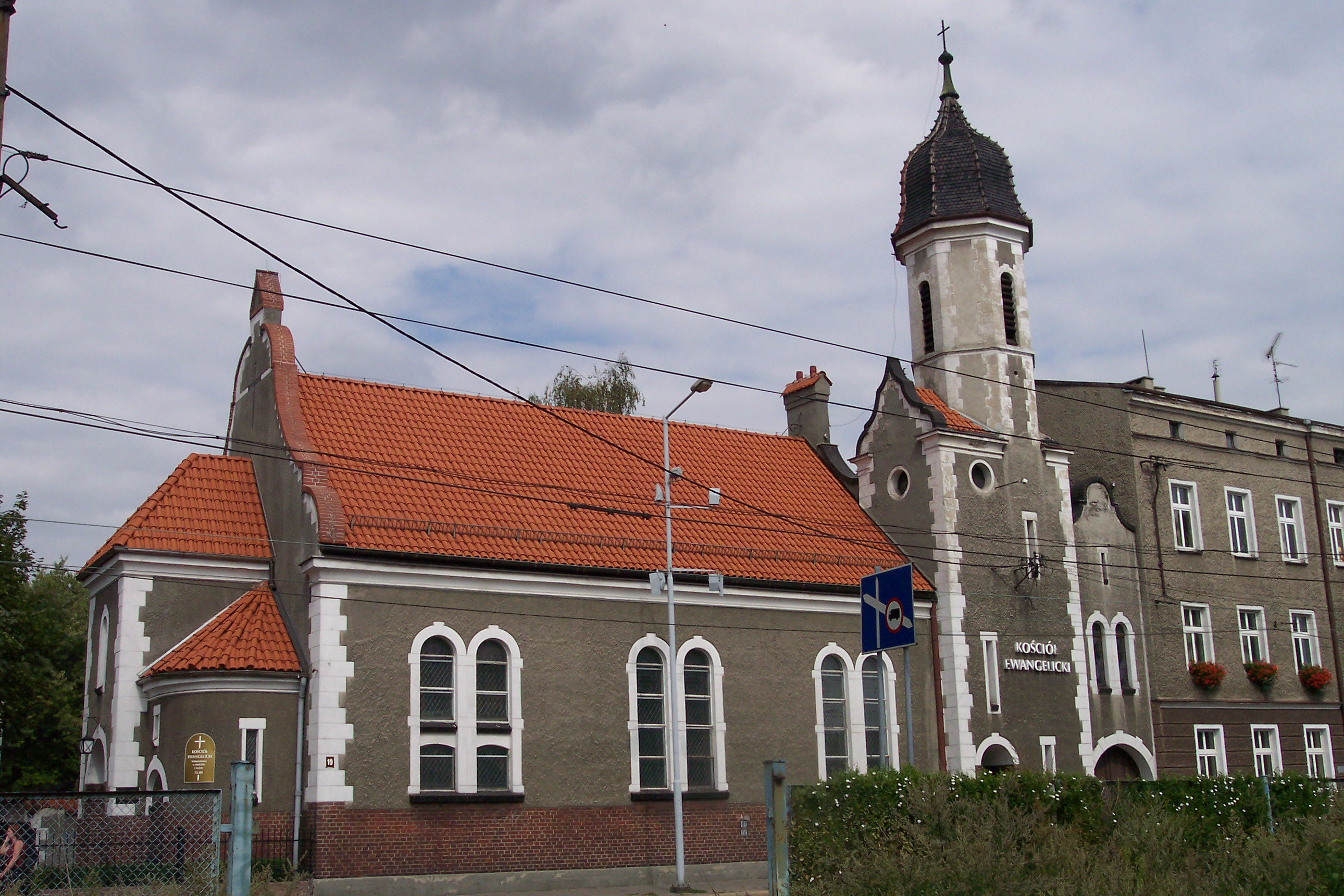
Kościół ewangelicki Zbawiciela w Gliwicach

### Kościoły katolickie
Gliwice są siedzibą kurii diecezji gliwickiej.
- Kościół rzymskokatolicki:
  - Parafia Katedralna Świętych Apostołów Piotra i Pawła (katedra św. Apostołów Piotra i Pawła)[57]
  - Parafia św. Anny (kościół św. Anny)[58]
  - Parafia św. Antoniego (kościół św. Antoniego)[57]
  - Parafia wojskowa św. Barbary (kościół garnizonowy św. Barbary)[57]
  - Parafia św. Bartłomieja (kościół św. Bartłomieja)[57]
  - Parafia Chrystusa Króla (kościół Chrystusa Króla)[59]
  - Parafia Ducha Świętego (kościół Ducha Świętego, kościół św. Jerzego (Ostropa))[58]
  - Parafia św. Gerarda[58]
  - Parafia św. Jacka (kościół św. Jacka)[59]
  - Parafia św. Jadwigi (kościół św. Jadwigi)[58]
  - Parafia św. Jana Chrzciciela (kościół św. Jana Chrzciciela)[59]
  - Parafia św. Jerzego (kościół św. Jerzego (Łabędy))[58]
  - Parafia św. Józefa (kościół św. Józefa)[59]
  - Parafia Matki Boskiej Częstochowskiej (kościół Matki Boskiej Częstochowskiej)[57]
  - Parafia Matki Boskiej Kochawińskiej (kościół Matki Boskiej Kochawińskiej)[57]
  - Parafia św. Michała Archanioła (kościół akademicki św. Alberta Wielkiego)[57]
  - Parafia Miłosierdzia Bożego w Gliwicach[59]
  - Parafia Najświętszego Serca Pana Jezusa[59]
  - Parafia Najświętszej Maryi Panny Matki Kościoła (kościół NMP Matki Kościoła)[57]
  - Parafia Najświętszej Maryi Panny Wspomożenia Wiernych (kościół NMP Wspomożenia Wiernych)[59]
  - Parafia Narodzenia Najświętszej Maryi Panny (kościół Narodzenia NMP)[59]
  - Parafia Podwyższenia Krzyża Świętego (kościół Podwyższenia Krzyża Świętego)
  - Parafia Świętej Rodziny (kościół św. Rodziny)[59]
  - Parafia Wniebowzięcia Najświętszej Maryi Panny (Łabędy) (kościół Wniebowzięcia NMP w Gliwicach-Łabędach)[58]
  - Parafia Wniebowzięcia Najświętszej Maryi Panny (Osiedle Wojska Polskiego) (kościół Wniebowzięcia NMP)[57]
  - Parafia Wszystkich Świętych (kościół Wszystkich Świętych)[57]
- Kościół ormiańskokatolicki:
  - kościół Trójcy Świętej[57]
- Kościół greckokatolicki:
  - parafia Trójcy Świętej[57]

### Kościoły protestanckie
- Chrześcijańska Wspólnota Ewangeliczna:
  - placówka misyjna w Gliwicach[60]
- Chrześcijańska Wspólnota Zielonoświątkowa:
  - zbór w Gliwicach-Łabędach[61]
- Kościół Adwentystów Dnia Siódmego w RP:
  - zbór w Gliwicach[62]
- Kościół Boży w Chrystusie:
  - Chrześcijańska Wspólnota „Nowe Przymierze”[63]
- Kościół Chrześcijan Pełnej Ewangelii „Obóz Boży”:
  - Kościół Chrześcijański „Królestwo Niebieskie”[64][65]
- Kościół Ewangelicko-Augsburski w Rzeczypospolitej Polskiej:
  - Parafia Ewangelicko-Augsburska w Gliwicach (kościół Zbawiciela, kościół Marcina Lutra)[66]
- Kościół Ewangelicko-Metodystyczny w RP:
  - Parafia Ewangelicko-Metodystyczna w Gliwicach[67]
- Kościół Zielonoświątkowy w RP:
  - Zbór „Arka”[68]
- Ruch Williama Branhama:
  - zbór w Gliwicach[69]

### Restoracjonizm
- Świadkowie Jehowy – 8 zborów (Gliwice–Południe, Gliwice–Północ (w tym grupa angielskojęzyczna), Gliwice–Zachód, Gliwice–Sośnica–Południe, Gliwice–Sośnica–Północ, Gliwice–Łabędy, Gliwice–Szobiszowice, Gliwice–Ukraiński); kompleks dwóch Sal Królestwa przy ul. Wiertniczej 9, kompleks dwóch Sal Królestwa przy ul. Marzanki 10[70]
- Świecki Ruch Misyjny „Epifania”:
  - zbór w Gliwicach[71]

### Inne
- Buddyjski Związek Diamentowej Drogi Linii Karma Kagyu:
  - Buddyjski Ośrodek Medytacyjny w Gliwicach[72]
- Sangha „Dogen Zenji”
  - Ośrodek Enso Ji[73]
- Związek Gmin Wyznaniowych Żydowskich:
  - filia Gminy Wyznaniowej Żydowskiej w Katowicach (Synagoga w Gliwicach)[74]

## Opieka zdrowotna

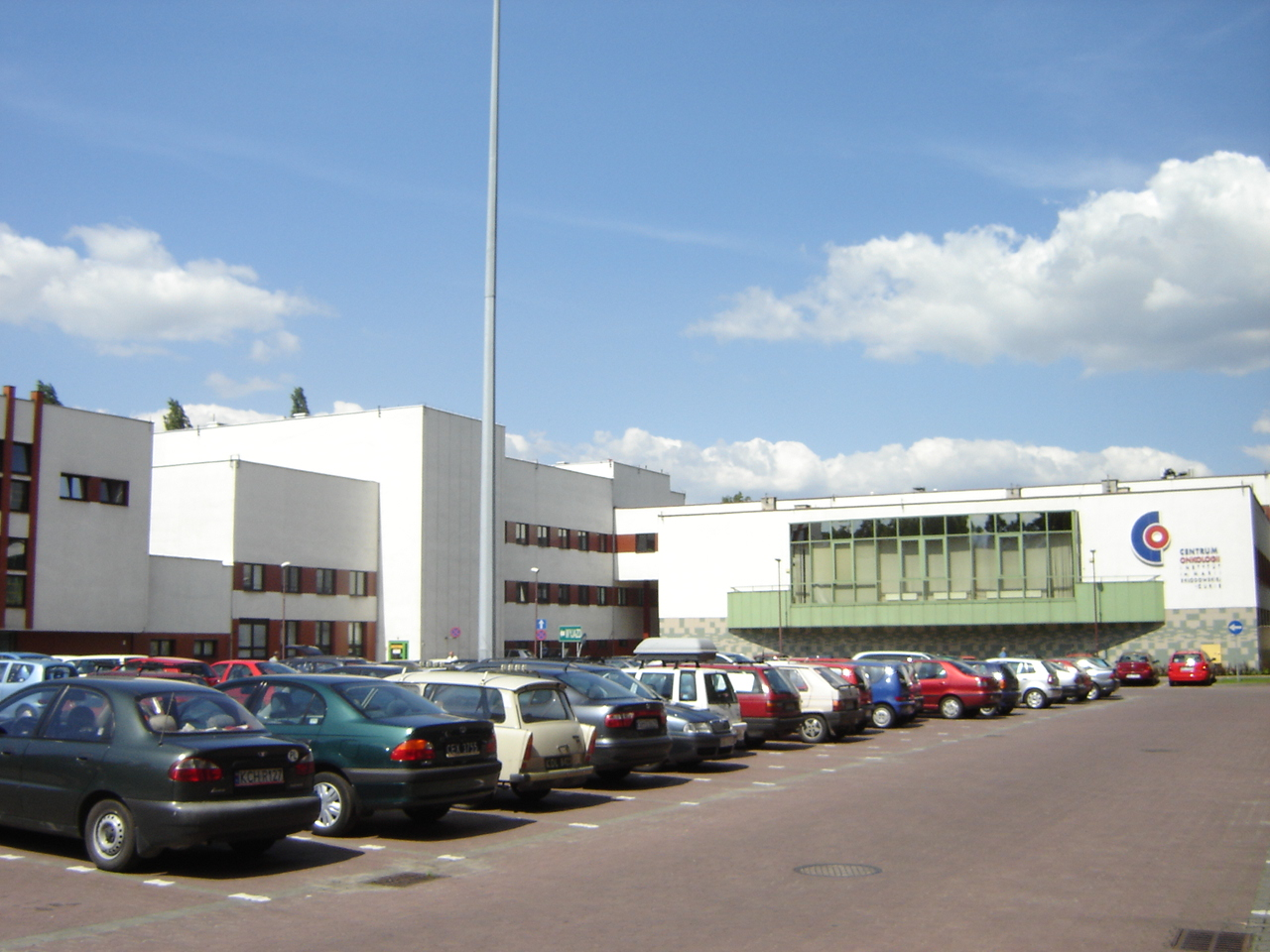
Centrum Onkologii – Instytut im. Marii Skłodowskiej-Curie

Na terenie Gliwic funkcjonuje 5 szpitali:
- Gliwickie Centrum Medyczne, ul. Kościuszki 29;
- NZOZ Vito-Med, ul. Radiowa 2;
- Szpital Wielospecjalistyczny, ul. Kościuszki 1;
- Szpital Miejski nr 4, ul. Zygmunta Starego 20;
- Instytut imienia Marii Skłodowskiej-Curie, Centrum Onkologii, ul. Wybrzeże Armii Krajowej 15[75].

## Edukacja

Ulica Wieczorka 10 – jeden z budynków Sądu Rejonowego (dawniej Zasadniczej Szkoły Samochodowej)

W Gliwicach znajdują się liczne placówki oświatowe publiczne i niepubliczne:
- Żłobki – publiczne 4, niepubliczne 7, kluby dziecięce – 1
- Przedszkola – 48
- Szkoły podstawowe – publiczne 34, niepubliczne 4
- Gimnazja i klasy dotychczasowych gimnazjów – publiczne 20, niepubliczne 6
- Licea ogólnokształcące – publiczne 13, niepubliczne 20
- Technika – publiczne 8, niepubliczne 1
- Branżowe szkoły I stopnia – publiczne 6, niepubliczne 1
- Szkoły wyższe – 2 (w tym jedna jako wydział zamiejscowy); Wyższa Szkoła Bezpieczeństwa z siedzibą w Poznaniu.
- Szkoły muzyczne – 1

W mieście znajdują się również placówki oświatowe innego typu, takie jak: centra edukacyjne, szkoły sportowe, szkoły policealne, szkoły nauki języków obcych oraz centra kultury.

## Nauka

Instytut Metali Nieżelaznych

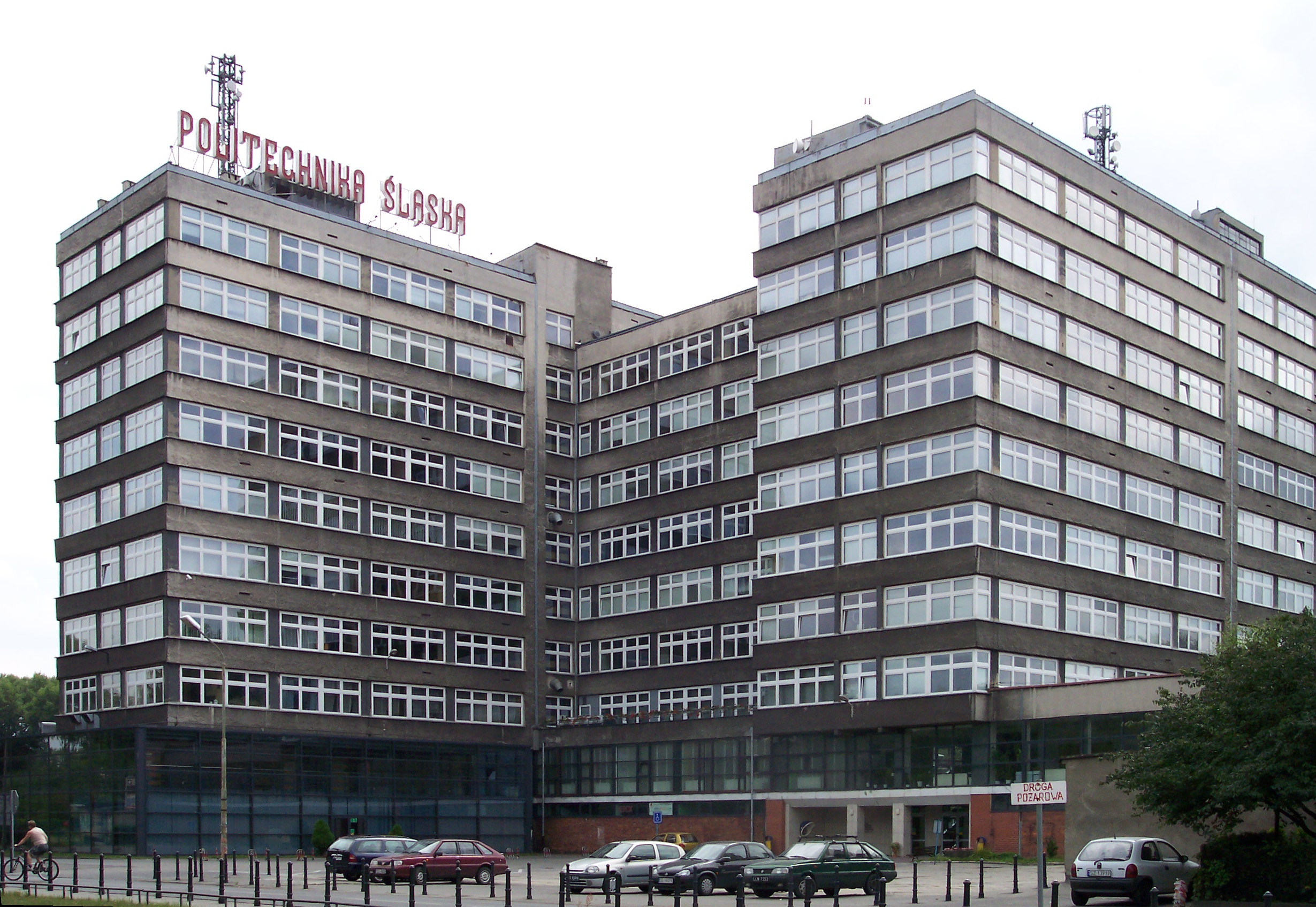
Wydział Automatyki, Elektroniki i Informatyki Politechniki Śląskiej

Na terenie miasta znajduje się wiele instytutów naukowo-badawczych oraz wydziałów szkół wyższych. Część z nich to samodzielne instytucje, część należy do sieci Polskiej Akademii Nauk, a część to wydziały Politechniki Śląskiej.
Instytuty/Wydziały
- Centrum Onkologii – Instytut im. Marii Skłodowskiej-Curie Oddział w Gliwicach
- Instytut Chemii Nieorganicznej
- Instytut Materiałów Ogniotrwałych
- Instytut Materiałów Polimerowych i Barwników, Oddział Zamiejscowy Farb i Tworzyw
- Instytut Metali Nieżelaznych
- Instytut Metalurgii Żelaza im. Stanisława Staszica
- Instytut Spawalnictwa
- Instytut Techniki Górniczej KOMAG
- Politechnika Śląska:
  - Wydział Architektury
  - Wydział Automatyki, Elektroniki i Informatyki
  - Wydział Budownictwa
  - Wydział Chemiczny
  - Wydział Elektryczny
  - Wydział Górnictwa, Inżynierii Bezpieczeństwa i Automatyki Przemysłowej
  - Wydział Inżynierii Środowiska i Energetyki
  - Wydział Matematyki Stosowanej
  - Wydział Mechaniczny Technologiczny
  - Kolegium Nauk Społecznych i Filologii Obcych[76]
  - Instytut Fizyki – Centrum Naukowo-Dydaktyczne Politechniki Śląskiej[77]
- Park Naukowo-Technologiczny Technopark Gliwice[78]
- Polska Akademia Nauk:
  - Instytut Informatyki Teoretycznej i Stosowanej
  - Instytut Inżynierii Chemicznej
  - Centrum Materiałów Polimerowych i Węglowych (w Gliwicach znajduje się jedna z dwóch lokalizacji CMPW, dawny Zakład Karbochemii PAN)

## Rozrywka

### Kina
- Kino Amok – Scena Bajka
- Cinema City

### Teatry

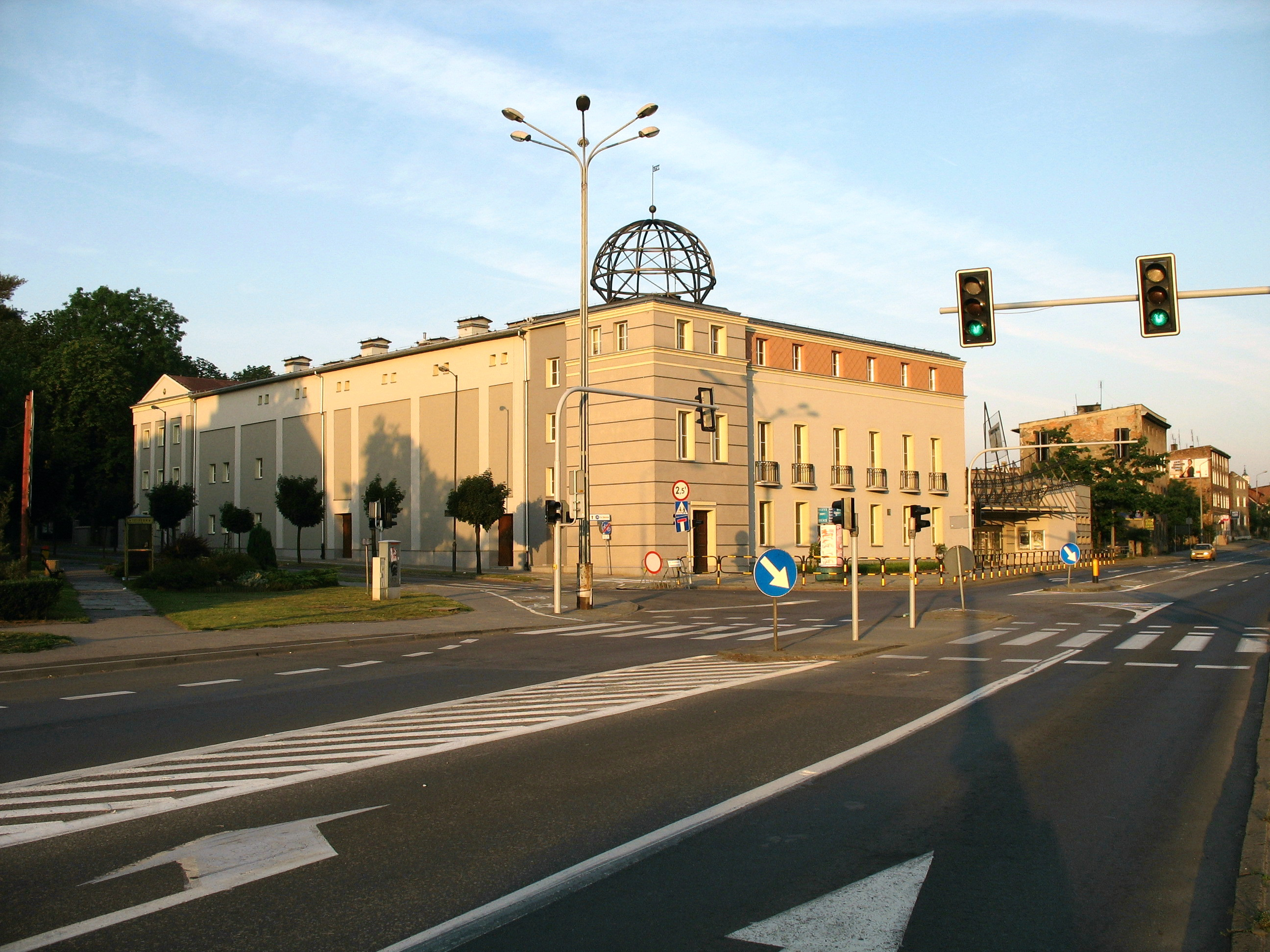
Teatr Miejski w Gliwicach

- Teatr Miejski
- Ruiny Teatru Miejskiego
- Teatr A
- Teatr Nowej Sztuki
- Teatr STG
- Akademicki Teatr REMONT

### Chóry
- Akademicki Chór Politechniki Śląskiej
- Chór Państwowej Szkoły Muzycznej I i II st.
- Akademicki Zespół Muzyczny Politechniki Śląskiej (AZM)

### Galerie
- Centrum Organizacji Kulturalnych „Perełka”
- Czytelnia Sztuki
- Galeria Art-Studio
- Galeria Brama
- Galeria Figur Stalowych
- Galeria Melina
- Galeria Na6
- Galeria SMS (Salon Młodej Sztuki)
- Galeria Sztuki Marii Wójciak
- Galeria Sztuki Współczesnej Esta
- Galeria Wydziału Architektury Politechniki Śląskiej
- Galeria Zakamarek w Bibliotece Politechniki Śląskiej
- Galeria Za Drzwiami
- Pokusa
- Stacja Artystyczna Rynek
- Galeria Barwna

### Miejsca
- Śląski Jazz Club

### Festiwale
- Gliwicki Offowy Festiwal Filmowy GOFFR
- Gliwicki Festiwal Bachowski
- Jazz w Ruinach
- Festiwal Młodych Artystów Rytm Gliwice
- Międzynarodowy Festiwal „Dni Muzyki Organowej” w Gliwicach

### Ważne wydarzenia
- 17.06.1999 wizyta Papieża Jana Pawła II
- 30.05.2018 odbyło się otwarcie nowej hali Arena Gliwice i na otwarcie odbyła się 850 edycja koncertu „A State Of Trance 850: Be In The Moment”. Zagrali wówczas Armin van Buuren, Ruden de Ronde B2B Rodg, KhoMha, John O’Callaghan, Arctic Moon B2B Indecent Noise.
- 13.10.2018 odbyła się Polska edycja „Sensation White”
- 27.04.2019 odbyła się Polska edycja „Dreamstate Europe 2019”
- Konkurs Piosenki Eurowizji Junior 2019

## Rekreacja
Gliwice zaliczane były niegdyś do najbardziej „zielonych” miast w Górnośląskim Okręgu Przemysłowym. Jednak według danych Głównego Urzędu Statystycznego parki, zieleńce i tereny zieleni osiedlowej stanowiły w 2020 roku tylko 3,2% całkowitej powierzchni miasta, co sprawia, że Gliwice należą obecnie do miast regionu o najmniejszym udziale terenów zieleni w całkowitej powierzchni. W latach 2004–2020 wskaźnik ten wahał się w przedziale od 2,7% do 4,0%, najniższą wartość osiągając w 2009 roku, natomiast maksimum w 2004 roku.

### Parki

Park im. Fryderyka Chopina

- Park im. Bolesława Chrobrego
- Park im. Fryderyka Chopina
- Park Kultury i Wypoczynku
- Park Plac Grunwaldzki
- Park Starokozielski
- Park Szwajcaria

### Kąpieliska
- Kąpielisko Leśne
- Ośrodek wypoczynkowy Czechowice

### Baseny kryte

Basen „Olimpijczyk”

- Basen „Delfin”
- Basen „Olimpijczyk”
- Basen „Mewa”
- Basen „Neptun”

### Inne
- Palmiarnia Miejska
- Lodowisko „Tafla”
- Młodzieżowy Dom Kultury w Gliwicach

## Turystyka

Szlak Krawędziowy GOP przy placu Krakowskim

Przez Gliwic przebiega 6 szlaków pieszych oraz 2 szlaki tematyczne.

### Szlaki piesze
- – Szlak Husarii Polskiej
- – Szlak Ziemi Gliwickiej
- – Szlak Powstańców Śląskich
- – Szlak Okrężny wokół Gliwic
- – Szlak Krawędziowy GOP
- – Szlak Sośnicowicki

### Szlaki tematyczne
- – Szlak architektury drewnianej województwa śląskiego
- – Szlak Zabytków Techniki Województwa Śląskiego

## Gospodarka
W Gliwicach znajduje się fabryka Opel Manufacturing Poland, w której produkowany był model Astra IV, fabryka ceramiki łazienkowej hiszpańskiej firmy Roca, a także japońska fabryka NGK Ceramics wytwarzająca filtry, katalizatory oraz czujniki NOx do samochodów. Spółki te działają na terenie Podstrefy Gliwice Katowickiej Specjalnej Strefy Ekonomicznej, której miasto jest udziałowcem. Na terenie Gliwic działa także park technologiczny Technopark Gliwice oraz przedsiębiorstwo informatyczne Future Processing.
W dzielnicy Łabędy mieszczą się Huta Łabędy oraz Zakłady Mechaniczne Bumar Łabędy, produkujące czołgi PT-91 oraz maszyny budowlane.
Na terenie Gliwic działa również Kopalnia Węgla Kamiennego Sośnica, a siedzibę ma największy polski producent i dystrybutor odczynników chemicznych Avantor Performance Materials Poland (dawniej Polskie Odczynniki Chemiczne).

## Transport

### Komunikacja miejska

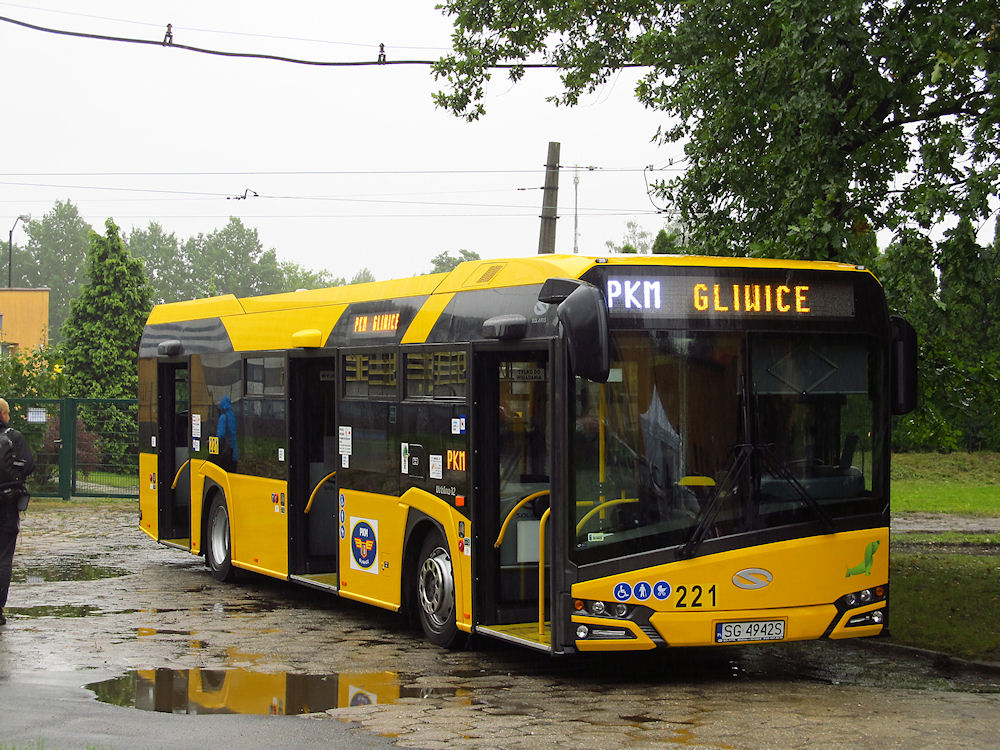
Solaris Urbino 12IV, -221, PKM Gliwice

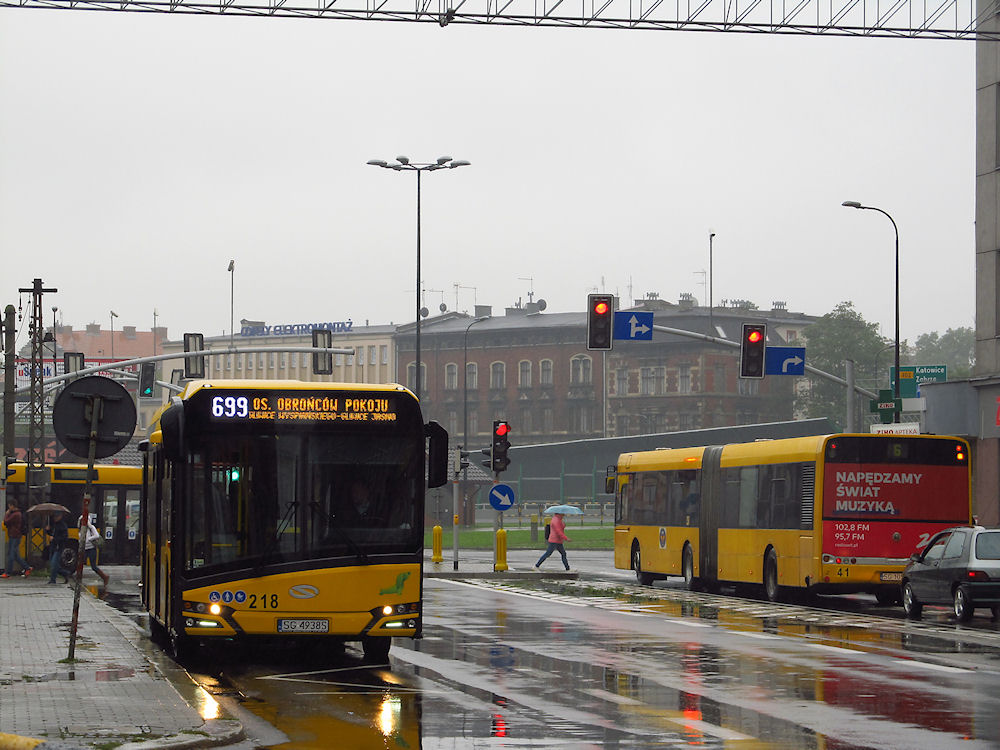
Autobusy PKM Gliwice przy pl. Piastów

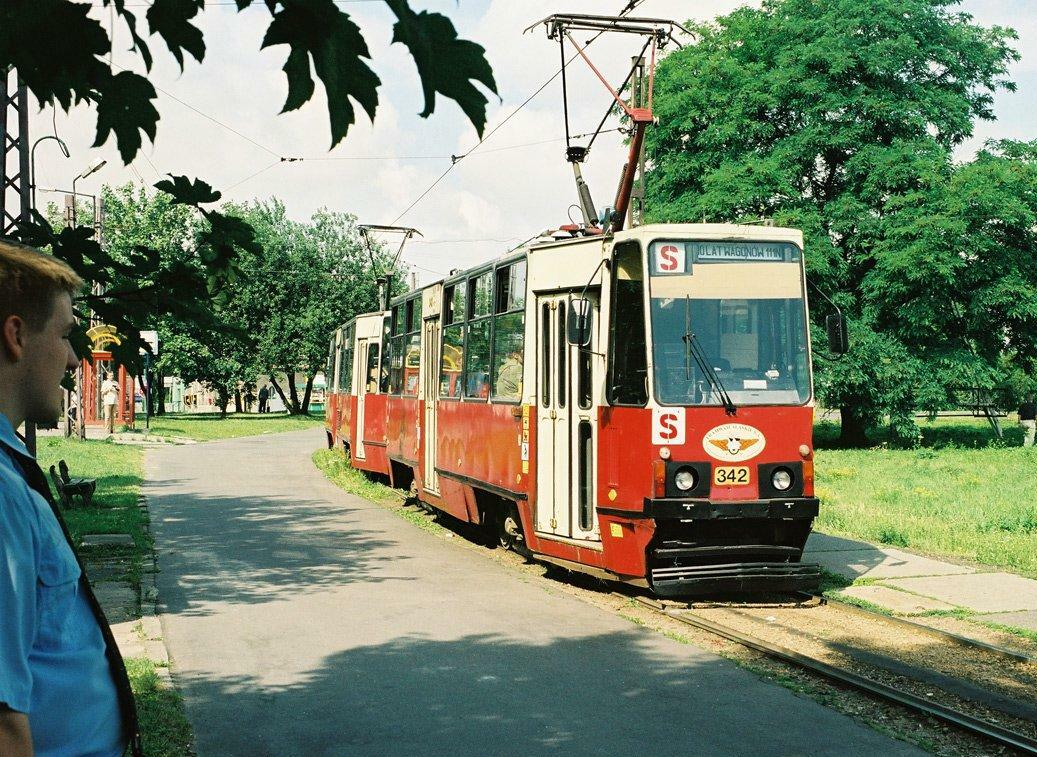
Gliwice – dzielnica Wójtowa Wieś – Tramwaj Konstal 111N na pętli

System transportu zbiorowego w Gliwicach oparty jest na komunikacji autobusowej. Głównym organizatorem komunikacji miejskiej w Gliwicach jest Zarząd Transportu Metropolitalnego. Według stanu z 2013 roku długość tras obsługiwanych na zlecenie KZK GOP na terenie miasta wynosiła 143,63 km, w tym 143,21 km tras autobusowych i 0,42 km tras tramwajowych. Łączna długość linii w tym okresie wynosiła 461,25 km, w tym 459,80 km linii autobusowych i 1,45 km linii tramwajowych. Roczna praca eksploatacyjna wyniosła niespełna 7 mln wzkm. Głównym przewoźnikiem działającym na zlecenie KZK GOP na terenie Gliwic jest PKM Gliwice. Przedsiębiorstwo powstało w 1991 roku po rozpadzie WPK, jego głównym udziałowcem jest miasto. W czerwcu 2016 roku PKM dysponowało 180 autobusami, z których 152 były wykorzystywane w codziennym ruchu.
W latach 1894–2009 po Gliwicach kursowały tramwaje. W maju 2009 roku prezydent Gliwic Zygmunt Frankiewicz wystąpił do KZK GOP z wnioskiem o likwidację komunikacji tramwajowej na terenie miasta Gliwice, który to wniosek został rozpatrzony pozytywnie i 1 września 2009 roku zawieszono kursowanie tramwajów, a w ich miejsce wprowadzono linię autobusową A4. Zawieszenie ruchu tramwajowego spotkało się ze sprzeciwem pewnych grup mieszkańców, które złożyły wniosek o przeprowadzenie referendum w sprawie odwołania prezydenta i rady miasta. W referendum, które odbyło się 8 listopada 2009 roku, niemal 90% uczestników zagłosowało za odwołaniem władz miasta oraz przeciwko likwidacji tramwajów w Gliwicach. Referendum zostało jednak uznane za nieważne ze względu na zbyt niską frekwencję (20 tys. głosujących przy wymaganym progu 33 tys. osób). W czerwcu 2010 roku rozpoczęto demontaż torów na terenie miasta. Mimo rezygnacji z tramwajów czynna pozostała zajezdnia Gliwice. Obecnie jest to najkrótsza czynna miejska sieć tramwajowa w Polsce. Czynny jest wyłącznie około 75-metrowy odcinek od granic Gliwic do zajezdni tramwajowej w Zatorzu, na którym znajduje się jeden przystanek.
W dniu 8 maja 2021 roku uruchomione zostały pierwsze metrolinie na zlecenie GZM, zapewniające przyspieszony dojazd do różnych miejscowości w metropolii, oraz lotniska w Pyrzowicach. Ostatnia z 32 planowanych linii rozpoczęła działanie 23 września 2023 roku, a na centrum przesiadkowym przy dworcu znajduje się 8 z nich. W 2024 roku dołączono autobusy elektryczne.

### Drogowy

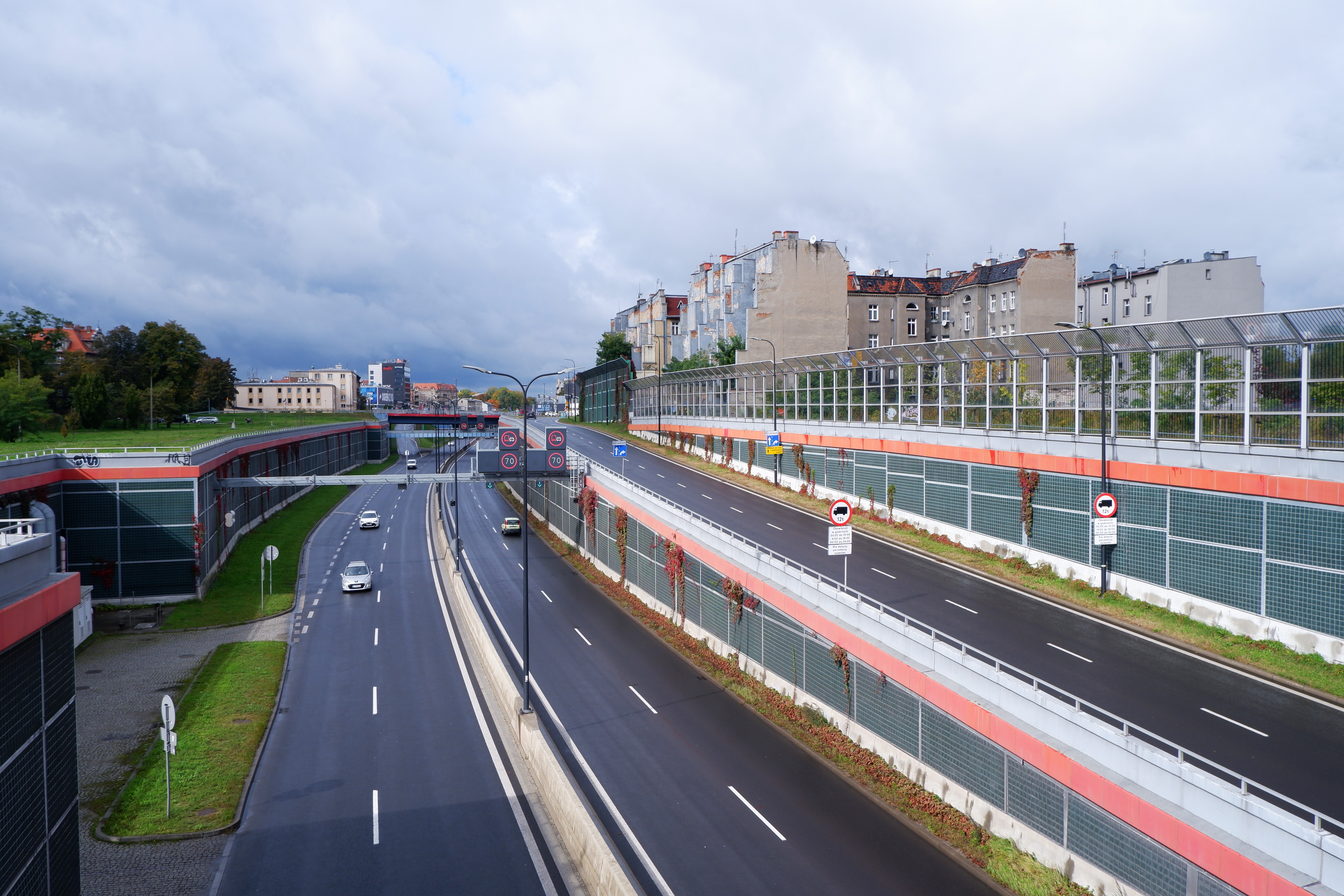
Drogowa Trasa Średnicowa w centrum Gliwic

Transport drogowy w Gliwicach wyróżnia się na tle innych miast w Polsce: w 2024 roku miasto zajęło drugie miejsce w Rankingu Miast Przyjaznych Kierowcom, przygotowanym przez Oponeo.pl i Yanosika, w kategorii miast do 300 tysięcy mieszkańców. Gliwice doceniono za płynność ruchu, zwłaszcza poza centrum, gdzie średnia prędkość wynosi 51 km/h. W centrum jest to 28 km/h. Dodatkowym atutem są jedne z najniższych cen paliw w kraju (średnio 6,47 zł za benzynę) oraz niskie koszty ubezpieczenia OC, które wynoszą 375 zł. Gliwice mają jednak wyzwania, takie jak brak infrastruktury typu Park & Ride oraz ograniczoną liczbę stacji ładowania pojazdów elektrycznych (jedna stacja na 4,1 km²). Parkowanie również jest organizowane w ramach stref płatnego parkowania, gdzie godzina parkowania kosztuje od 3 do 5 zł w zależności od podstrefy.
Autostrady

Układ głównych dróg w Gliwicach

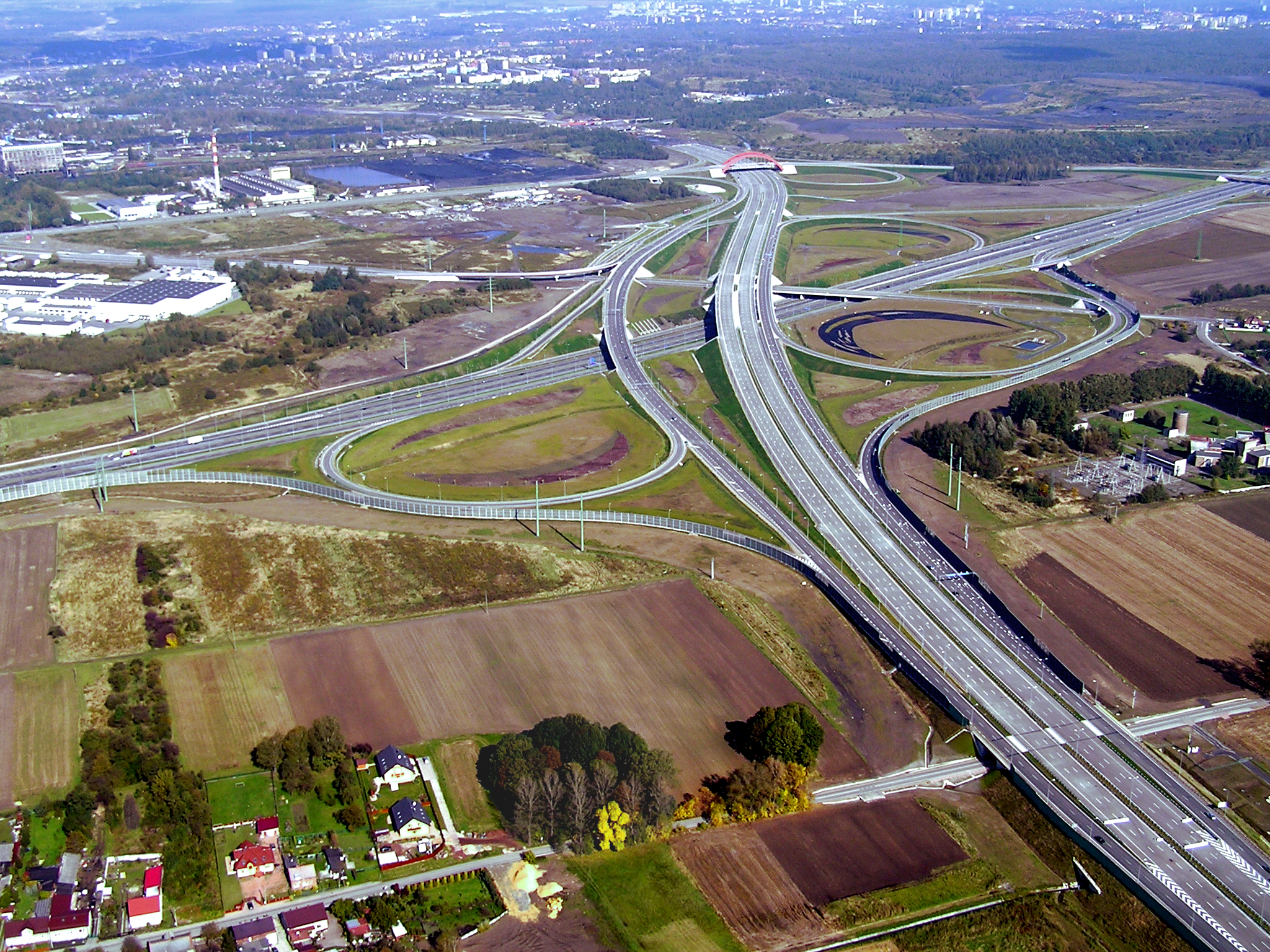
Węzeł Gliwice-Sośnica

Gliwice leżą na skrzyżowaniu dwóch autostrad:
- A1 łączącej Gdańsk i Gorzyczki,
- A4 łączącej Zgorzelec i Korczową, będącej części trasy europejskiej E40, odcinek na terenie miasta jest płatny (z wyłączeniem ruchu lokalnego)[91][92][93][94].

Na terenie miasta znajdują się 4 węzły autostradowe: Gliwice-Bojków (A4), Gliwice-Ostropa (A4), Gliwice-Sośnica (miejsce przecięcia autostrad A1 i A4) i Gliwice-Wschód (A1).
Drogi krajowe i wojewódzkie
Ponadto przez Gliwice przebiegają 3 drogi krajowe i 3 wojewódzkie:
- DK 44 Gliwice – Kraków,
- DK 78 Chałupki – Chmielnik,
- DK 88 Strzelce Opolskie – Bytom (tzw. „stara autostrada”)[97],
- DW 408 Kędzierzyn-Koźle – Gliwice,
- DW 901 Olesno – Gliwice,
- DW 902 Gliwice – Katowice (Drogowa Trasa Średnicowa)[98][99][100][101][102].

Obwodnica
W 2008 roku do użytku oddano pierwszą część obwodnicy zachodniej, niespełna 1,5-kilometrowy odcinek łączący DK88 z ul. Sowińskiego. Docelowo obwodnica ma łączyć DK88 z ul. Rybnicką. W dniu 21 lutego 2017 roku podpisana została umowa na unijne dofinansowanie na odcinek pomiędzy ulicami Daszyńskiego a Rybnicką, a w połowie stycznia 2019 roku miasto podpisało z konsorcjum firm Eurovia Polska i PRUIM umowę na budowę tego odcinka.

### Kolejowy

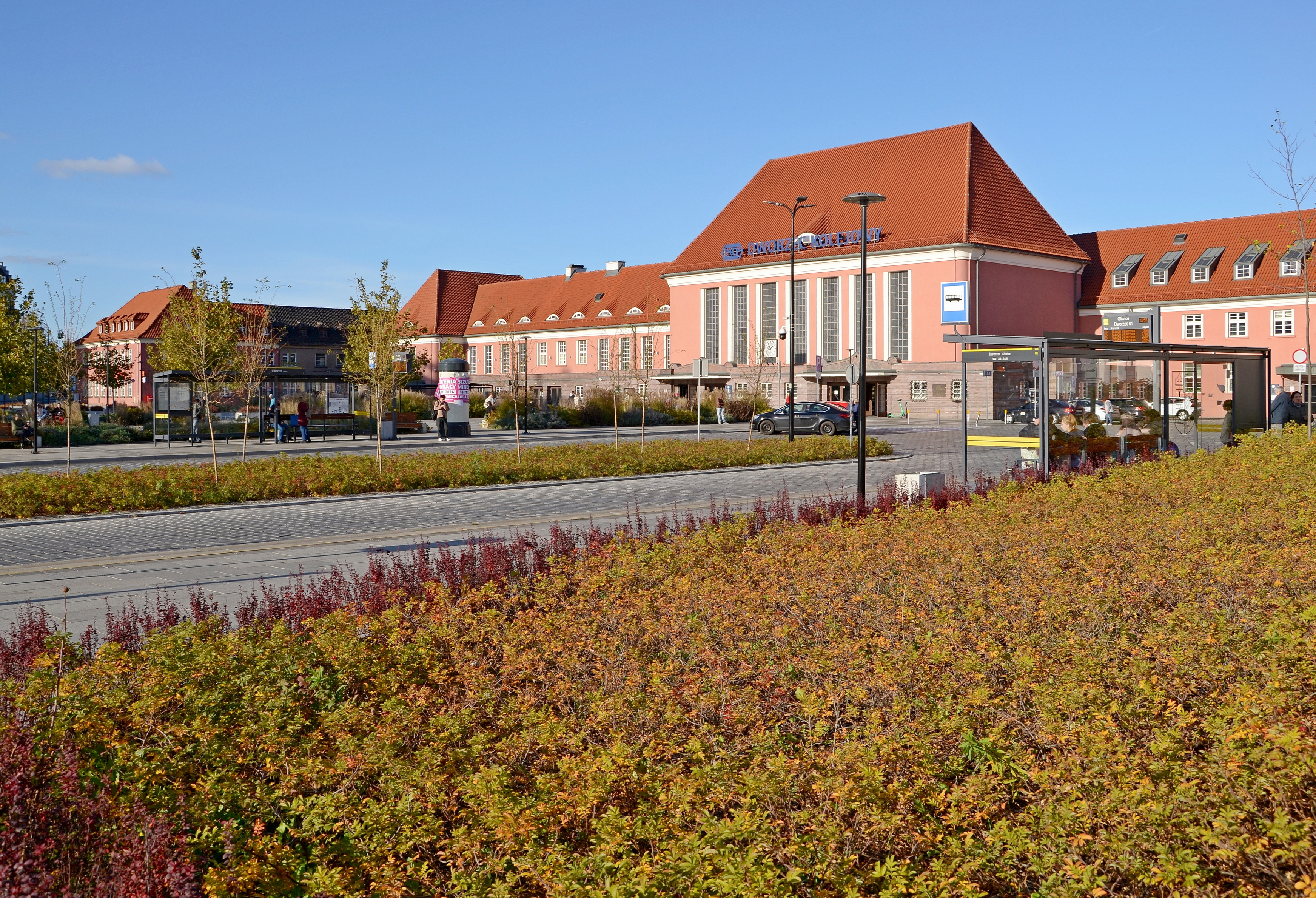
Dworzec kolejowy

W dniu 2 października 1845 roku otwarto linię kolejową łączącą Wrocław z Gliwicami, wraz z którą wybudowano gliwicki dworzec. Budowę linii zakończono ostatecznie w dniu 3 października 1846 roku w Mysłowicach. Linia liczyła 196,3 km, a otwarcia dokonał król pruski Fryderyk Wilhelm IV.
Gliwicki dworzec kolejowy jest drugim pod względem wielkości dworcem kolejowym w konurbacji górnośląskiej, według kategoryzacji PKP oznaczony kategorią Premium.

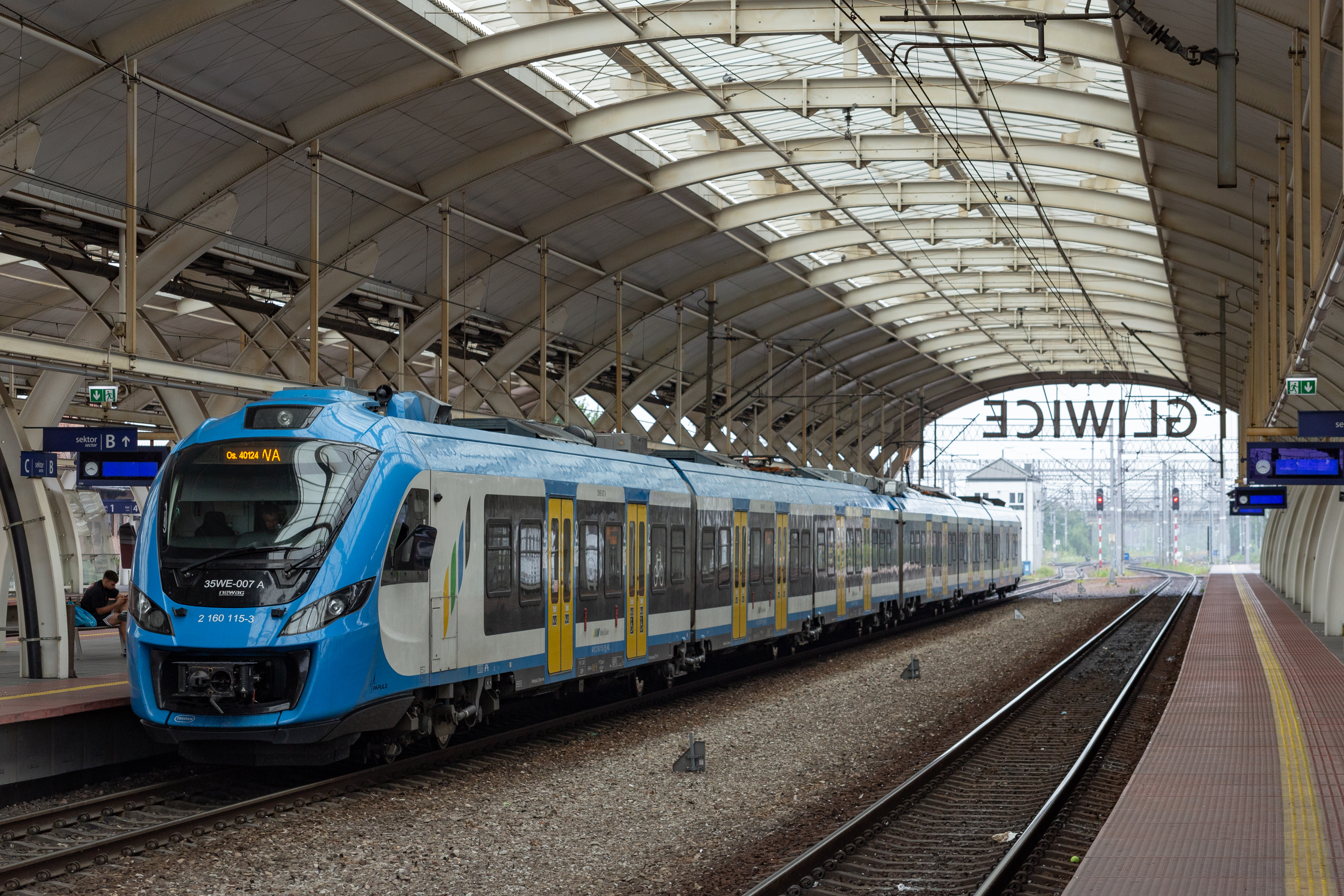
Hala peronowa dworca kolejowego

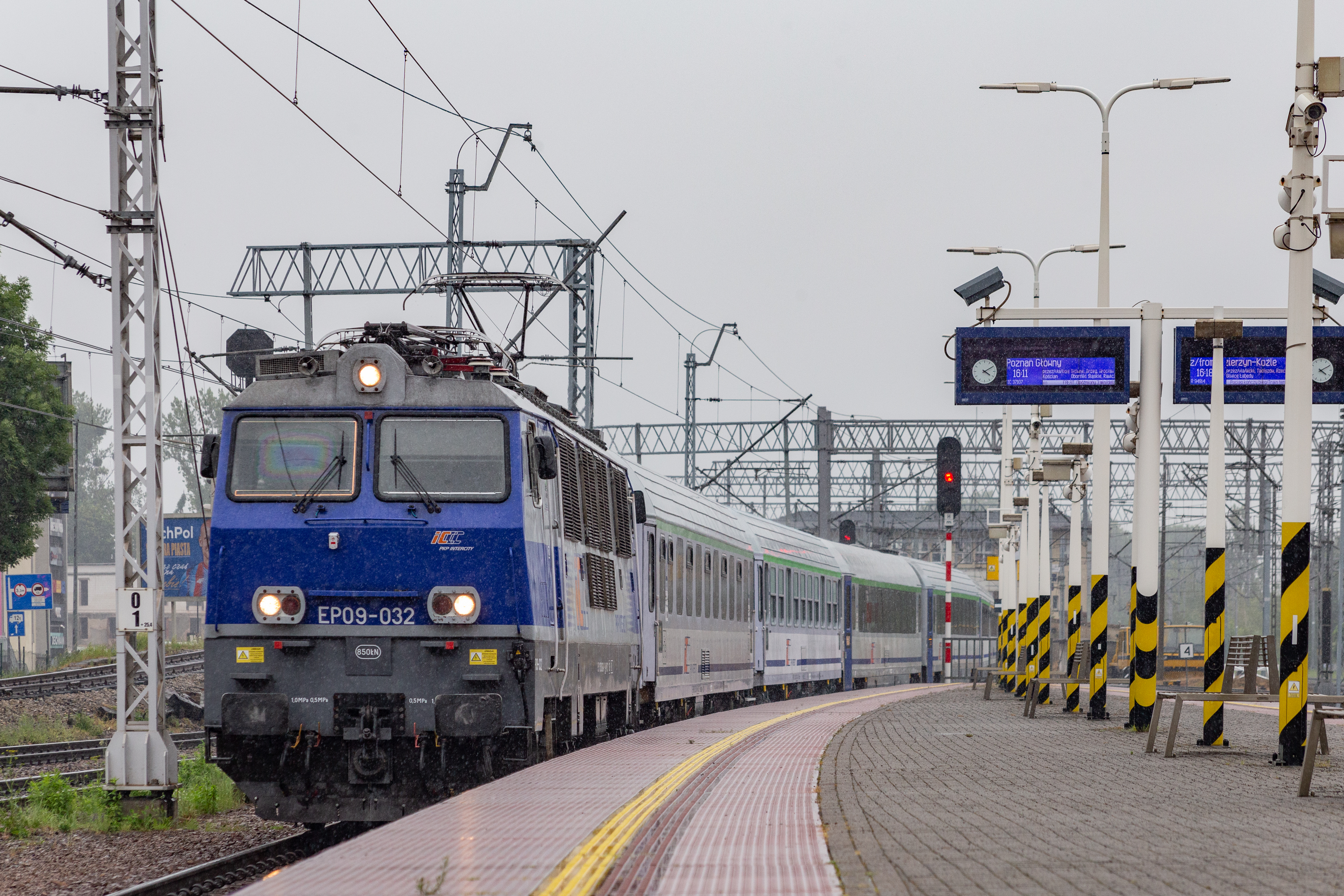
EP09-032 z pociągiem IC Fałat w peronie stacji kolejowej w Gliwicach

W dniu 12 grudnia 2021 roku zostało uruchomione bezpośrednie połączenie kolejowe do Bytomia finansowane przez GZM.
Poza stacją Gliwice, ruch pasażerski obsługuje również stacja Gliwice Łabędy oraz przystanek Gliwice Kuźnica. Do końca maja 1997 roku pociągi pasażerskie obsługiwały również stację Gliwice Sośnica, która od tego czasu obsługuje wyłącznie ruch towarowy. Ruch towarowy prowadzony jest ponadto na stacji Gliwice Port. W listopadzie 2023 roku została podpisana umowa na remont stacji Gliwice Łabędy, oraz konstrukcję przystanku kolejowego na osiedlu kopernika. Inwestycja ma zostać ukończona do 2028 roku.
W ramach najbardziej rozwiniętego wariantu koncepcji kolei metropolitalnej, w Glwicach ma powstać 8 nowych przystanków kolejowych, wraz z przywróceniem do ruchu pasażerskiego przystanku Gliwice Sośnica, oraz sieć lekkiej kolei miejskiej w kierunku Knurowa.
Do początku lat 90. na terenie Gliwic funkcjonowały również Górnośląskie Koleje Wąskotorowe.

### Centrum przesiadkowe
Po północnej stronie dworca kolejowego miasto planuje budowę centrum przesiadkowego, w którym poza dworcem kolejowym ma znaleźć się: zespół przystanków autobusowych, dworzec autobusowy, postoje taksówek, zespoły parkingowe z podziałem na postoje krótkoterminowe i długoterminowe w systemie park&ride, parkingi dla rowerów oraz budynek dworcowy północny z pomieszczeniami obsługi podróżnych.

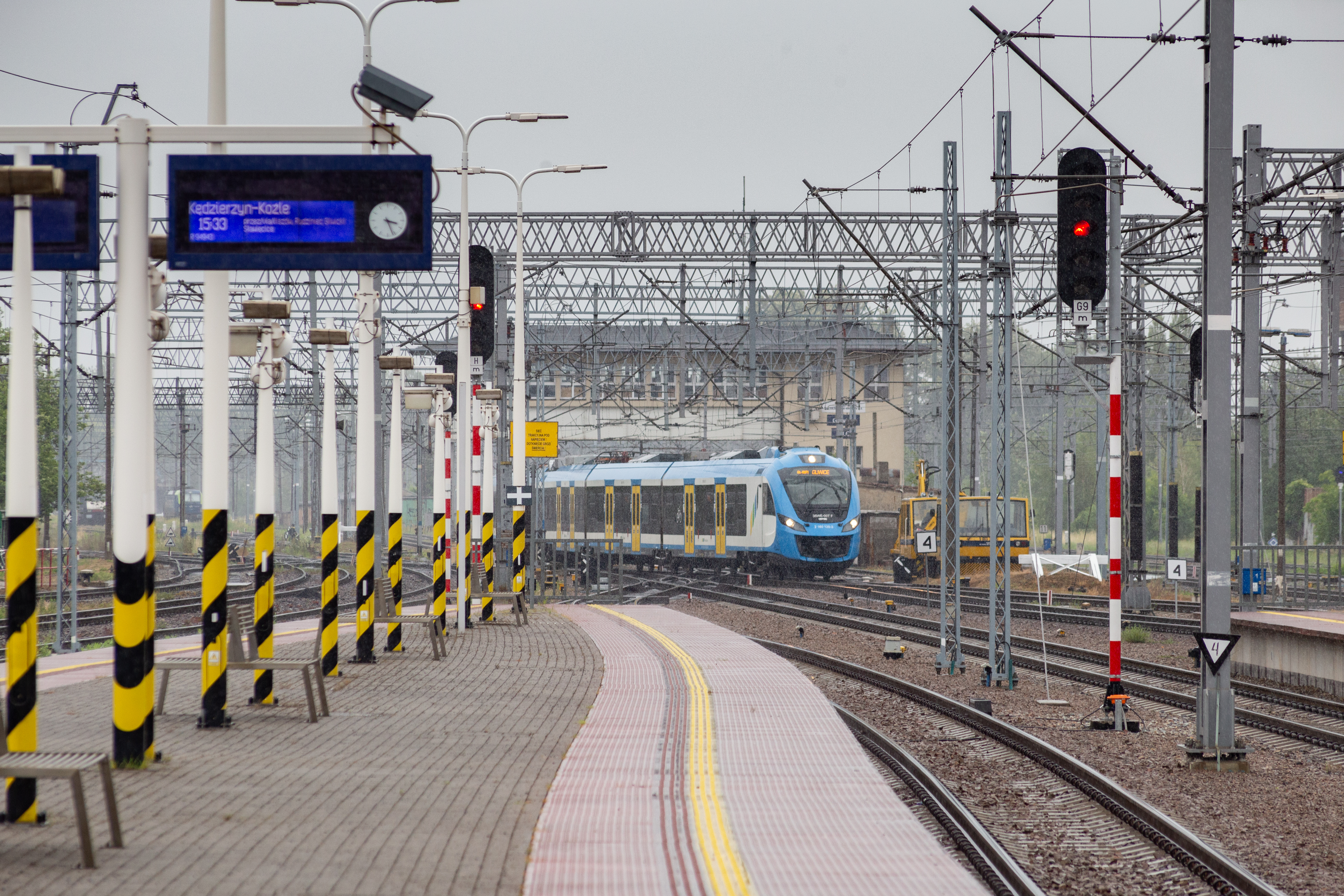
Pociąg osobowy na tle nastawni bramowej w Gliwicach

W maju 2010 roku miasto wraz PKP podpisały porozumienie odnośnie do wyłonienia przez samorząd przedsiębiorstwa, które przygotuje koncepcję zagospodarowania wokół dworca kolejowego. Koncepcja została wykonana przez P.A. Nova i została zaprezentowana w sierpniu 2011 roku. W grudniu 2015 roku miasto odkupiło od PKP tereny wokół dworca kolejowego. W 2016 roku pracownia projektowa An Archi Group zaprezentowała 3 koncepcje architektoniczne centrum przesiadkowego opracowane na zlecenie miasta. W czerwcu 2016 roku wybrana została jedna z nich. W dniu 17 marca 2017 roku miasto podpisało z pracownią Pas Projekt na wykonanie projektu centrum przesiadkowego z rocznym terminem realizacji. W dniu 8 listopada 2018 roku miasto odstąpiło od umowy z Pas Projektem ze względu na opóźnienia i błędy w projekcie. W dniu 24 stycznia 2019 roku miasto podpisało z przedsiębiorstwem Mostostal Zabrze Biprohut umowę na dokończenie dokumentacji projektowej. W październiku 2019 roku ogłoszono przetarg na budowę centrum przesiadkowego.

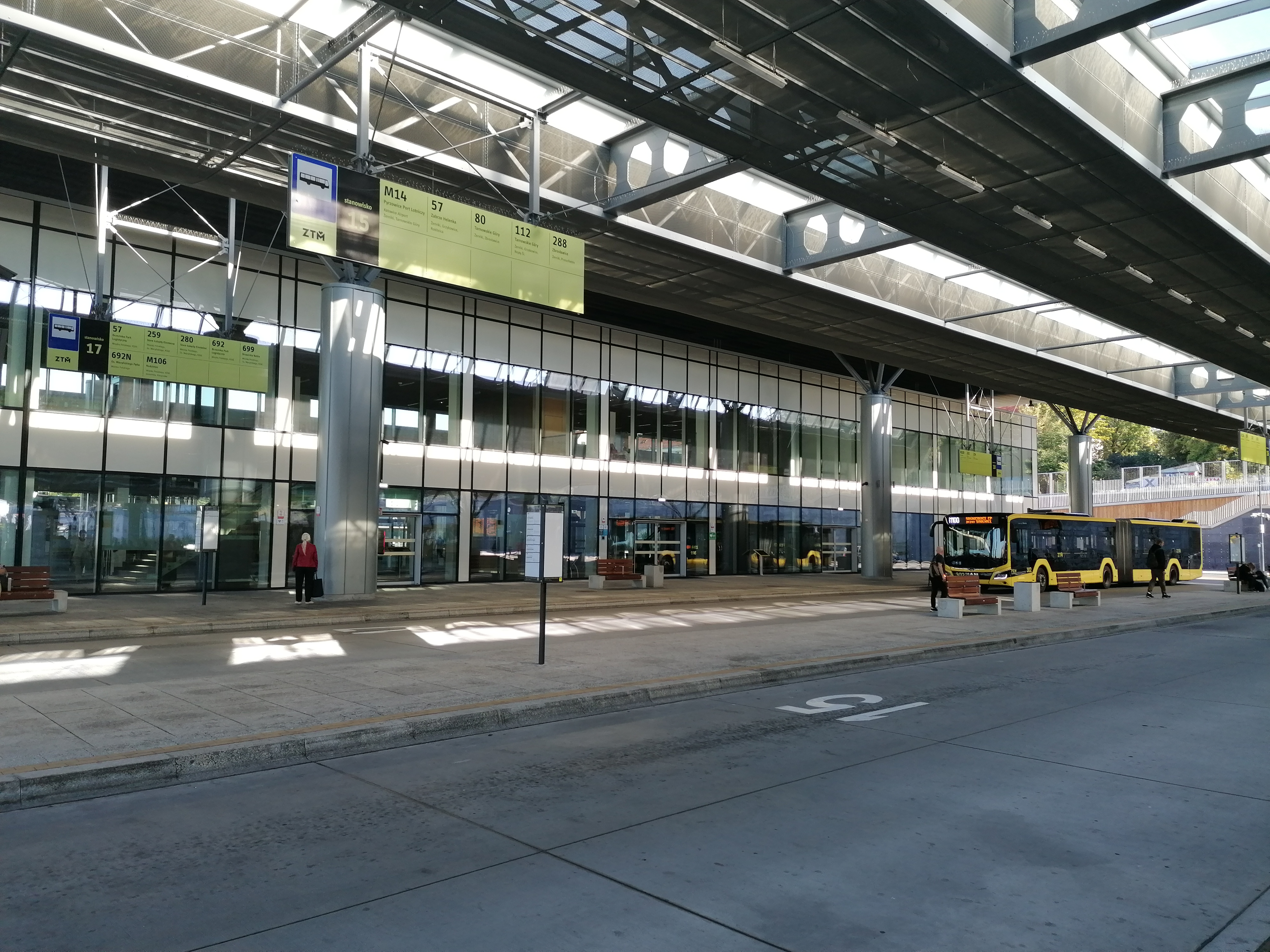
Centrum Przesiadkowe w Gliwicach

Inwestycję realizowało konsorcjum firm: Mostostal Zabrze, Gliwickie Przedsiębiorstwo Budownictwa Przemysłowego oraz gliwickie Przedsiębiorstwo Remontów Ulic i Mostów. Całkowity kosz prac wyniósł około 200 mln złotych, z czego ze środków unijnych Gliwice pozyskały 129,5 mln złotych.
Centrum rozpoczęło swą działalność w dniu 3 grudnia 2022 roku.

### Wodny

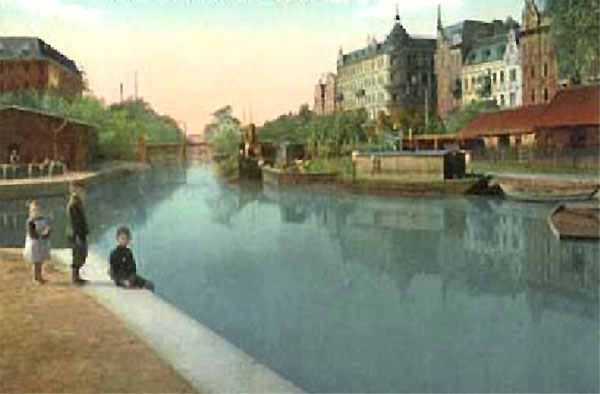
Nieistniejący port na Kanale Kłodnickim

Gliwice oraz Górnośląski Okręg Przemysłowy przez Kanał Gliwicki i dalej przez rzekę Odrę ma połączenie z zespołem portowym Szczecin-Świnoujście oraz z innymi europejskimi drogami wodnymi.
- Port Gliwice
- Kanał Gliwicki
- Kanał Kłodnicki (nie istnieje od 1936 roku)

### Lotniczy

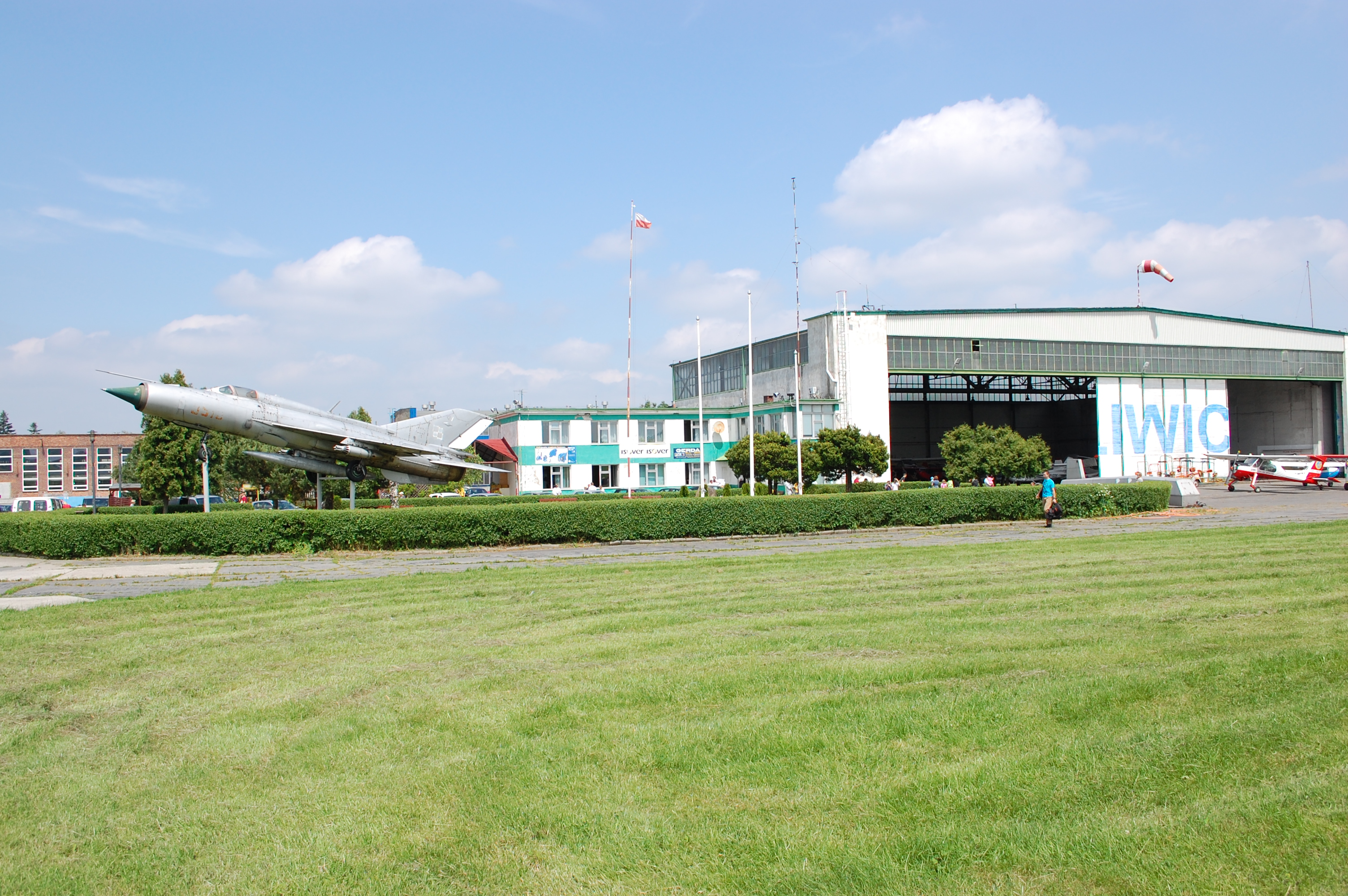
Hangar lotniska na Trynku

W odległości do 100 km od Gliwic znajdują się trzy międzynarodowe porty lotnicze:
- Port lotniczy Katowice-Pyrzowice (około 40 km)
- Port lotniczy Ostrawa (około 90 km)
- Port lotniczy Kraków-Balice (około 100 km)

Poza tym na terenie miasta w dzielnicy Trynek znajduje się lotnisko sportowe Aeroklubu Gliwickiego.

### Rowerowy

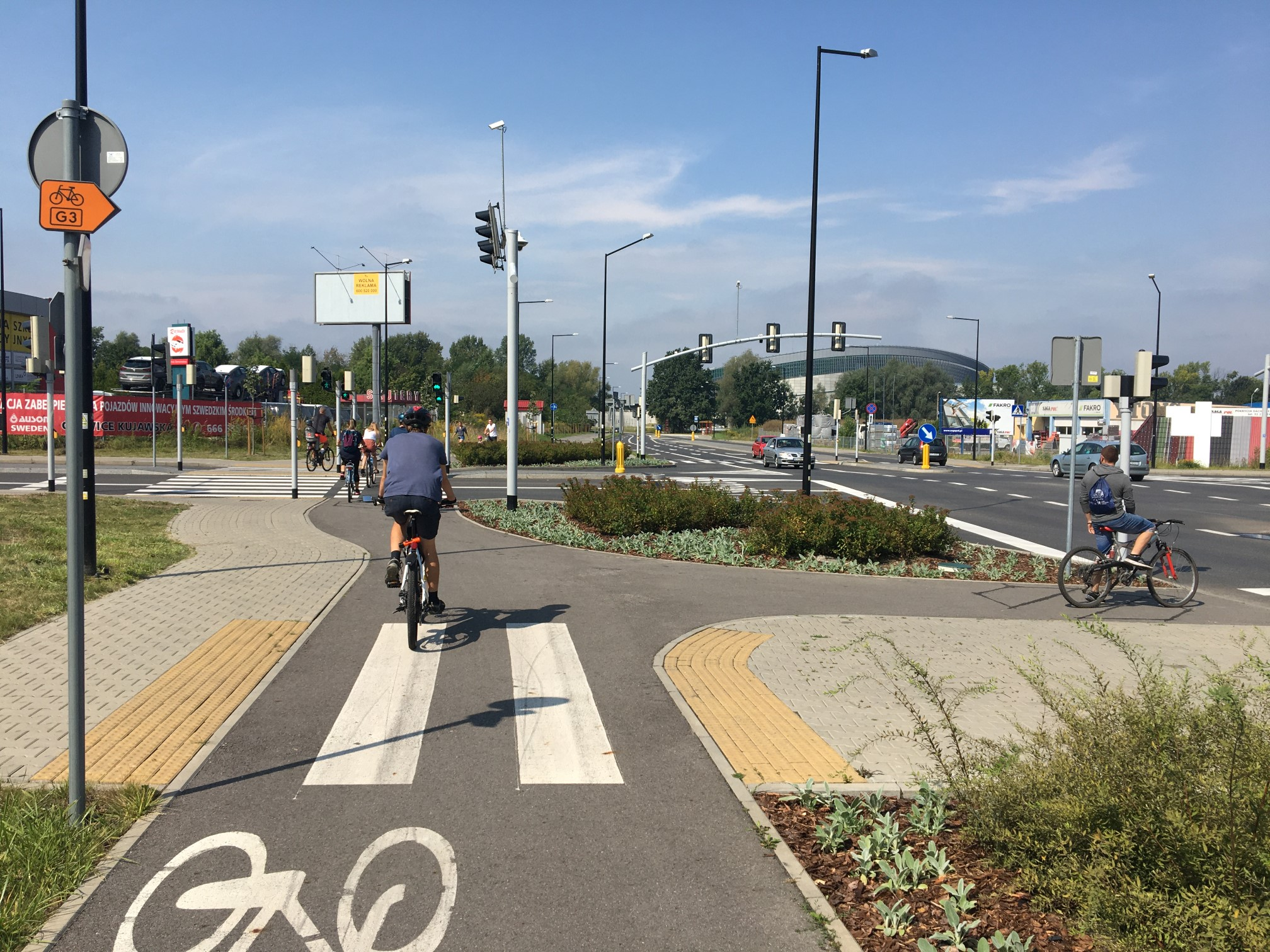
Trasa rowerowa G3 w Gliwicach

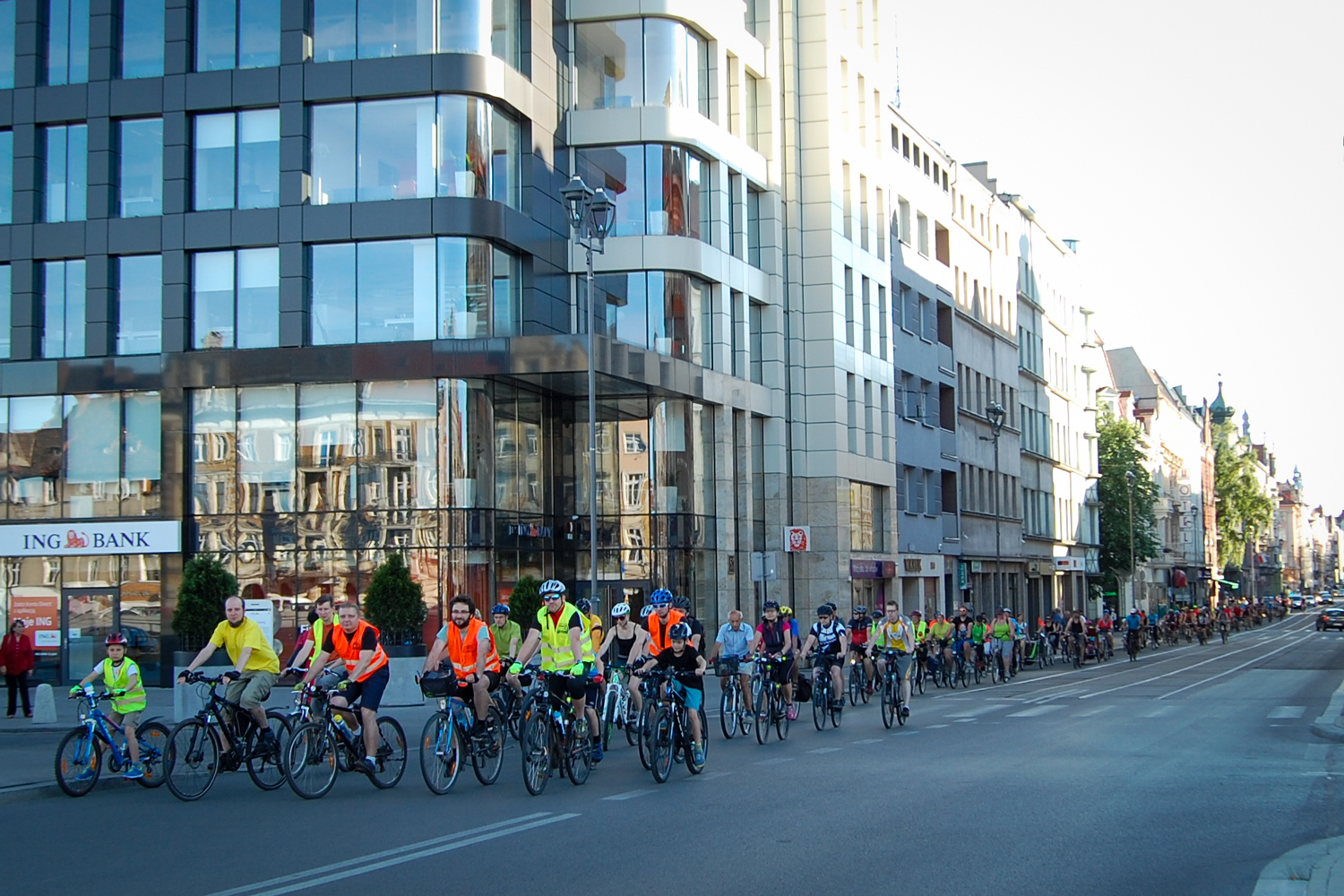
93. Gliwicka Masa Krytyczna (czerwiec 2017)

W 2011 roku na terenie miasto znajdowały się 94 km tras rowerowych, w tym 57 km prowadzących drogami utwardzonymi i 37 km nieutwardzonymi, a udział liczby podróży rowerowych pośród wszystkich rodzajów podróży wynosił 1,75%. W 2014 roku na terenie miasta było 3,6 km asfaltowych dróg dla rowerów oraz 23,5 km ciągów pieszo-rowerowych (w większości wykonanych z kostek lub płytek betonowych).
Układ tras rowerowych nie ma charakteru spójnego systemu. Stosunkowo dobrze ukształtowany jest układ tras rowerowych na obrzeżach miasta, choć dojazd do nich z centrum miasta jest utrudniony. Dodatkowo w mieście istnieje kilka samoobsługowych stacji napraw rowerów.
Na początku 2014 roku opublikowana została kompleksowa koncepcja rozbudowy infrastruktury rowerowej na terenie miasta przewidująca budowę ponad 300 km tras rowerowych. Koncepcję przygotowała firma Inkom na zlecenie Urzędu Miasta. Ze strony władz miasta nie było jednak jednoznacznej deklaracji co do realizacji opracowanej koncepcji. W 2022 roku Rada Miasta Gliwice uchwaliła strategię „Gliwice 2040”, obejmująca model tras rowerowych.
Od 2017 roku w mieście funkcjonuje publiczny system wypożyczania rowerów:
- w latach 2017–2019 Gliwicki Rower Miejski będący systemem 3. generacji i zarządzany przez firmę Nextbike[130][131],
- w latach 2021–2022 Gliwicki Rower Miejski będący systemem 4. generacji i zarządzany przez firmę Roovee[132][133],
- od 2024 roku Metrorower będący systemem 4. generacji i zarządzany przez firmę Nextbike[134].

W kwietniu 2009 roku w Gliwicach zaczęto organizować Masa Krytyczna. W 2012 roku powstała Gliwicka Rada Rowerowa – zespół organizacji pozarządowych, zaangażowanych w sprawy polityki rowerowej. W 2016 roku GRR przekształciła się w stowarzyszenie, a w 2022 przybrała nową nazwę – Rowerowe Gliwice
W 2012 roku w rankingu miast najbardziej przyjaznych rowerzystom przeprowadzonym przez magazynu Rowertour Gliwice zajęły 34. miejsca na 41 ocenionych miast, a w 2014 roku 37. miejsce. W 2016 roku Gliwice nie zostały sklasyfikowane, gdyż miasto odmówiło wzięcia udziału w badaniu.

## Sport

### Kluby sportowe

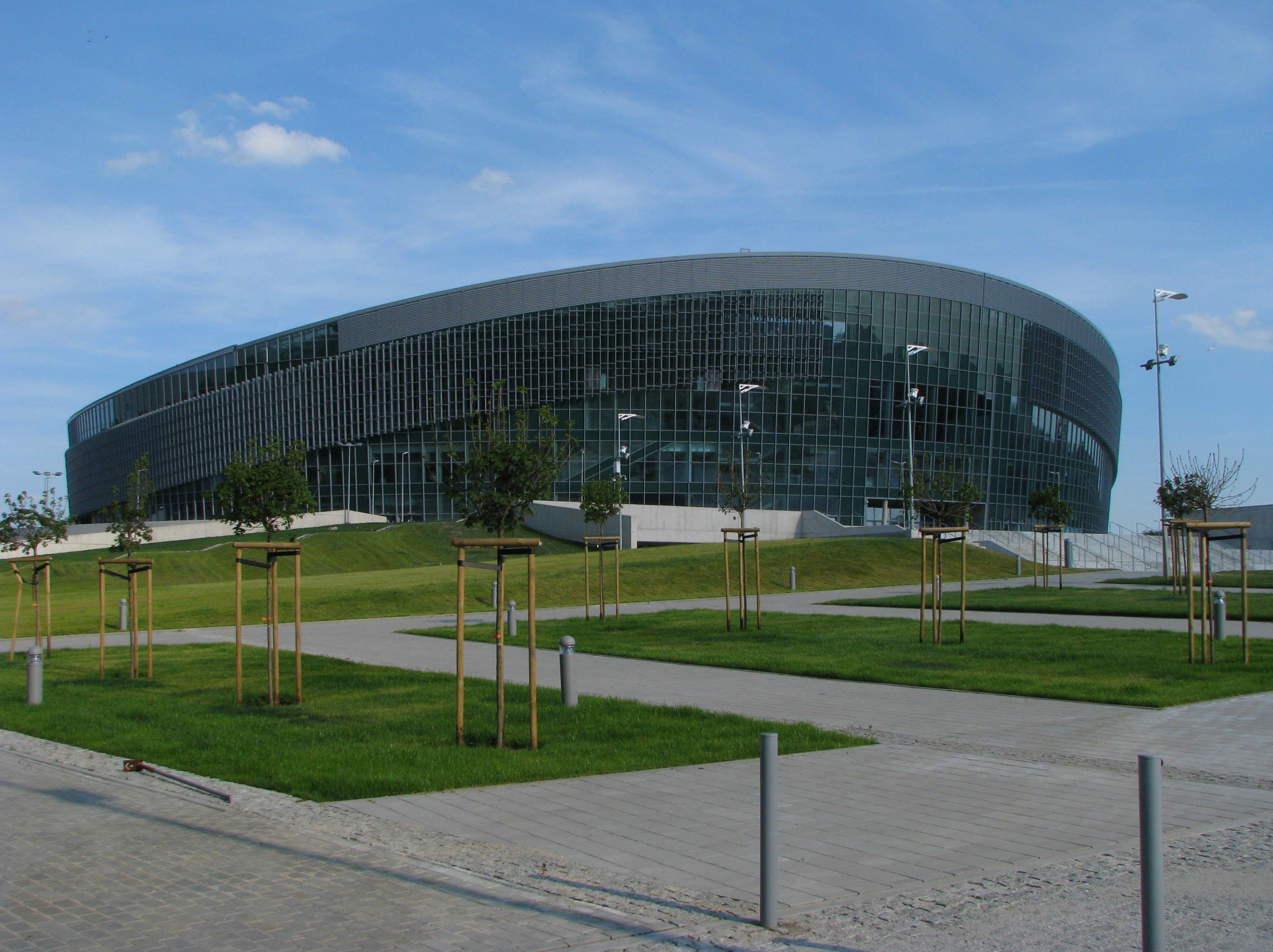
Arena Gliwice

- Piast Gliwice – miejski klub sportowy, sekcje: ekstraklasowa sekcja piłkarska, szermiercza, brydżowa, tenisowa, lekkoatletyczna
- KKS Kolejarz – sekcje: hokej na trawie, piłka nożna, tenis stołowy
- Sośnica Gliwice – sekcje: piłka nożna, futsal, piłka ręczna kobiet
- AZS Politechnika Śląska Gliwice – siatkówka mężczyzn
- AZS Politechnika Śląska Gliwice – Judo Mężczyzn/Kobiet
- AZS Politechnika Śląska Gliwice – Aikido Mężczyzn/Kobiet
- AZS Politechnika Śląska Gliwice – Iaido – Japońska szermierka Mężczyzn/Kobiet
- KŚ AZS Politechnika Śląska – siatkówka kobiet
- Szermierczy Klub Sportowy „Muszkieter” Gliwice
- Międzyszkolny Klub Narciarski MKN Gliwice narciarstwo alpejskie
- Sikret Gliwice – sekcje: piłka siatkowa, pływanie, sporty zimowe
- Gliwicki Klub Karate Kyokushin – Karate Kyokushin
- Gliwicki Klub Strzelecki – stowarzyszenie strzeleckie, strzelectwo sportowe i rekreacyjne, licencja PZSS[140]

### Kluby piłkarskie

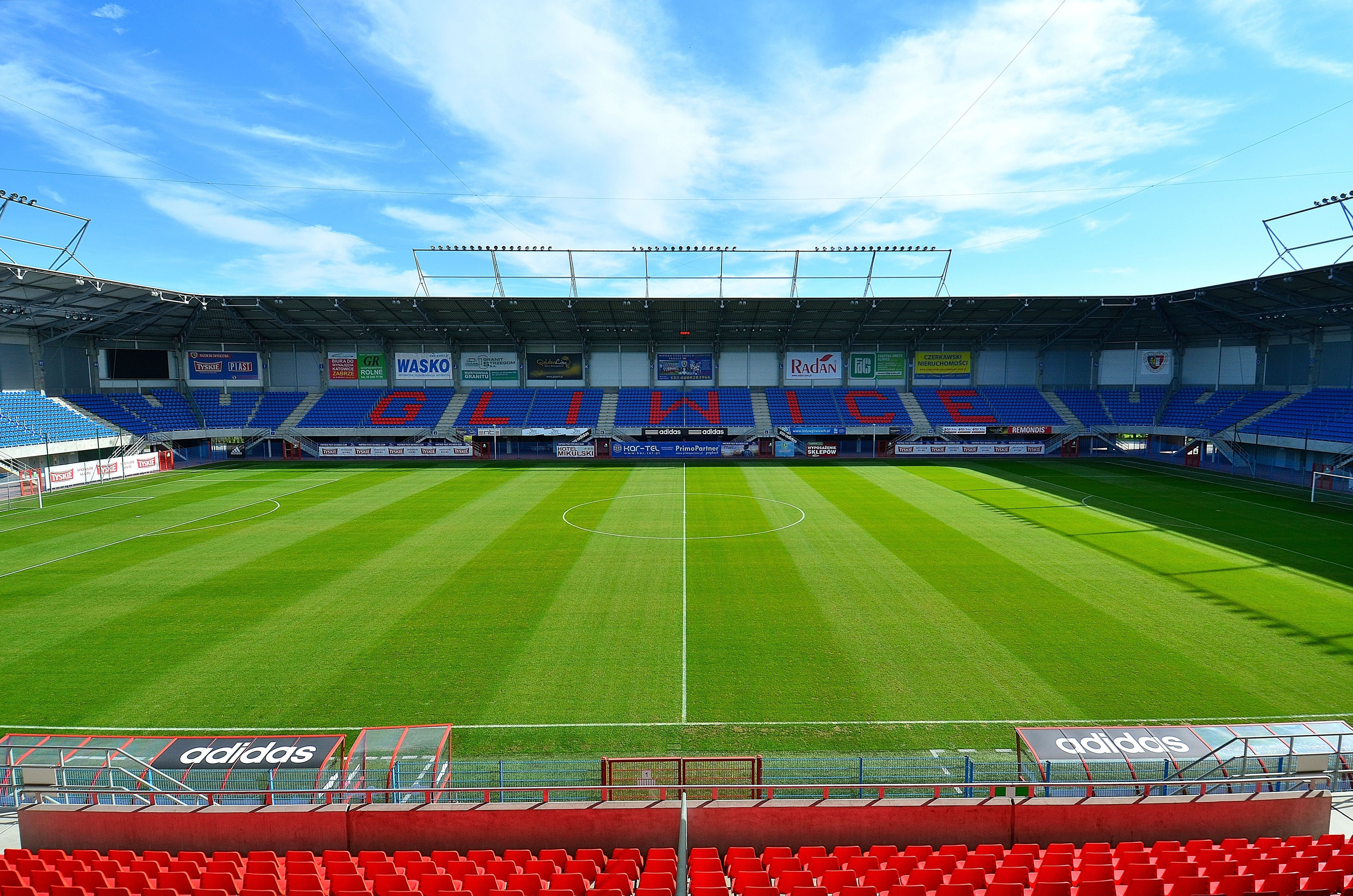
Piast Gliwice – klub piłkarski grający w Ekstraklasie

- Piast Gliwice – klub piłkarski, grający w sezonie 2024/2025 w Ekstraklasie[141].
- ŁTS Łabędy – klub piłkarski, grający w sezonie 2024/2025 w klasie okręgowej[142].
- Sośnica Gliwice – klub piłkarski, grający w sezonie 2024/2025 w klasie okręgowej[142].
- Carbo Gliwice – klub piłkarski, grający w sezonie 2024/2025 w klasie A[143].
- FC Kłodnica Gliwice – klub piłkarski, grający w sezonie 2024/2025 w klasie C[144].
- KS Bojków – nieistniejący klub piłkarski.
- Fortuna Gliwice – nieistniejący klub piłkarski, w sezonie 2014/2015 grający w IV lidze[145].

### Kluby futsalowe
- GAF Gliwice – klub futsalowy, grający obecnie w Ekstraklasie
- P.A. Nova Gliwice – nieistniejący obecnie klub futsalowy, wielokrotny mistrz Polski
- NBiT Gliwice klub futsalowy, który w sezonie 2014/15 awansował do Futsal Ekstraklasy w której będzie rywalizował między innymi z GAF Jasna Gliwice
- Radan Gliwice – nieistniejący obecnie klub futsalowy
- Tango Gliwice – nieistniejący obecnie klub futsalowy
- Piąteczki G-ce – reprezentacja Gliwic w Futsalu Kobiet, grające w I Lidze Ogólnopolskiej w futsalu kobiet – liga powstała w 2007 roku
- Piast Gliwice – klub futsalowy, powstały 10 czerwca 2016 roku przez połączenie dwóch gliwickich zespołów grających w Ekstraklasie: GAF Gliwice i NBiT Gliwice

### Kluby koszykarskie
- Gliwickie Towarzystwo Koszykówki – klub koszykarski, grający obecnie w Energa Basket Lidze.

### Kluby futbolu amerykańskiego
- Gliwice Lions

## Samorząd i polityka

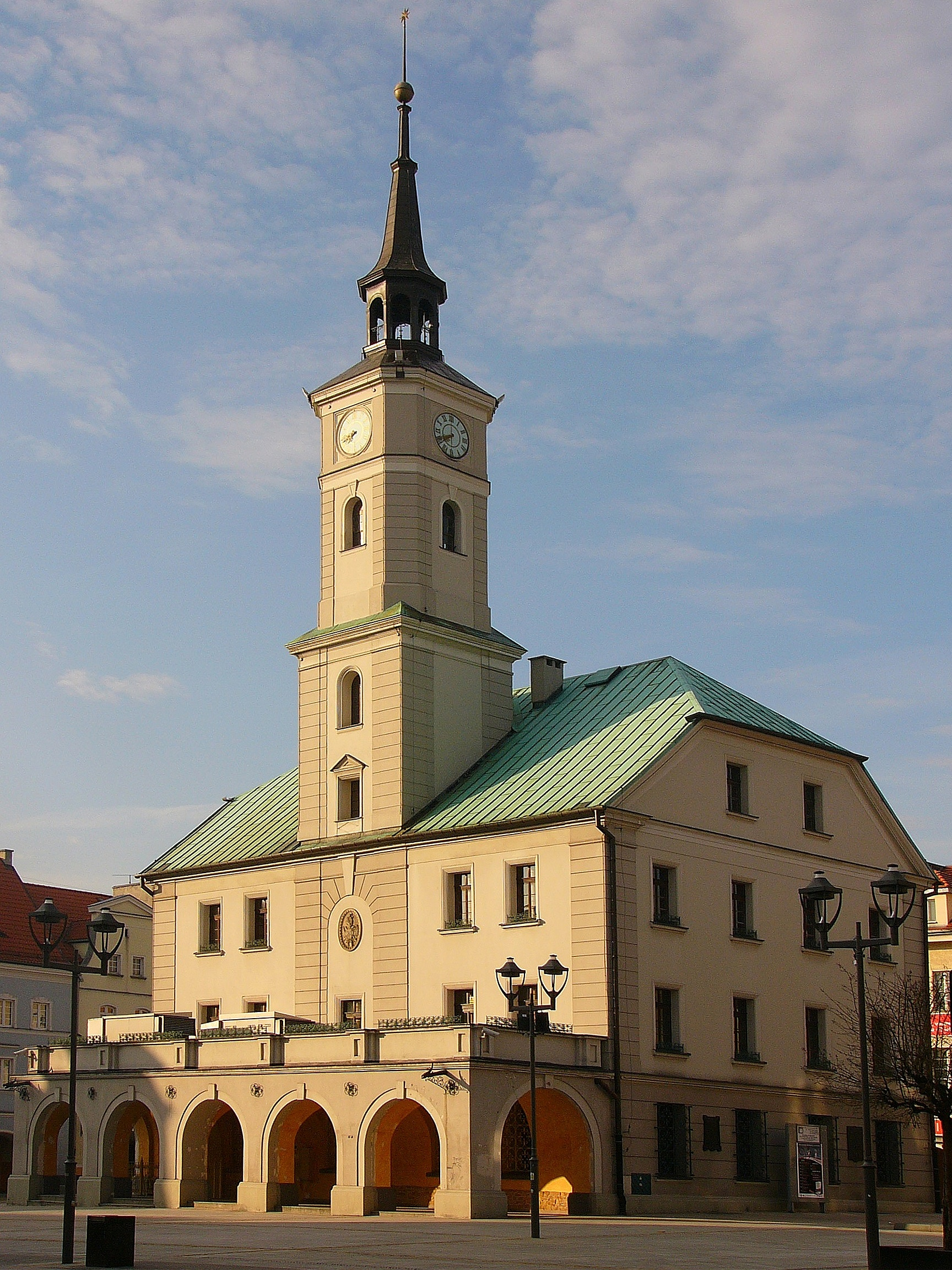
Gliwice – Ratusz na rynku

### Samorząd miasta
Gliwice są miastem na prawach powiatu. Mieszkańcy wybierają do Rady Miejskiej w Gliwicach 25 radnych. Organem wykonawczym samorządu jest prezydent miasta.
| Ugrupowanie                                             | Kadencja 2002–2006 | Kadencja 2006–2010 | Kadencja 2010–2014 | Kadencja 2014–2018   | Kadencja 2018–2024       | Kadencja 2024–2029        |
| ------------------------------------------------------- | ------------------ | ------------------ | ------------------ | -------------------- | ------------------------ | ------------------------- |
| Sojusz Lewicy Demokratycznej                            | 11 (SLD-UP)        | 2 (LiD)            | 2                  | 1 (SLD Lewica Razem) | –                        | –                         |
| Koalicja dla Gliwic Zygmunta Frankiewicza               | 10                 | –                  | 9                  | 10                   | 11                       | 6                         |
| Dzielnicowe Listy Mieszkańców Miasta Gliwice            | 4                  | 5                  | –                  | –                    | –                        | –                         |
| Prawo, Sprawiedliwość, Rodzina – Inicjatywa Samorządowa | 3                  | –                  | –                  | –                    | –                        | –                         |
| Platforma Obywatelska                                   | –                  | 12                 | 10                 | 7                    | 6 (Koalicja Obywatelska) | 10 (Koalicja Obywatelska) |
| Prawo i Sprawiedliwość                                  | –                  | 6                  | 4                  | 7                    | 8                        | 7                         |
| Nowy Ratusz                                             | –                  | –                  | –                  | –                    | –                        | 2                         |

Miasto jest członkiem Górnośląsko-Zagłębiowskiej Metropolii, Śląskiego Związku Gmin i Powiatów i Związku Miast Polskich.

### Polityka
Gliwice są siedzibą komisji okręgu wyborczego w wyborach do Sejmu i Senatu Rzeczypospolitej Polskiej.
W Gliwicach mieszczą się trzy placówki konsularne:
- Konsulat Republiki Kirgiskiej
- Konsulat Republiki Federalnej Niemiec
- Konsulat Republiki Słowackiej

## Media

### Prasa
- „Nowiny Gliwickie” – najstarszy miejski tygodnik, istniejący od 1956 roku
- „Miejski Serwis Informacyjny” – bezpłatny tygodnik wydawany przez Urząd Miejski w Gliwicach

### Radio
- Radio ESKA

### Telewizja
- TV Imperium Gliwice

### Internet
- 24GLIWICE.pl
- twojegliwice.com
- infogliwice.pl
- gliwice.eu

## Sąsiednie gminy
Gierałtowice, Knurów, Pilchowice, Pyskowice, Rudziniec, Sośnicowice, Zabrze, Zbrosławice

## Miasta partnerskie
Lista miast partnerskich Gliwic:
- Bottrop (Niemcy)
- Dessau-Roßlau (Niemcy)
- Doncaster (Wielka Brytania)
- Kieżmark (Słowacja)
- Nacka (Szwecja)
- Salgótarján (Węgry)
- Valenciennes (Francja)